# Paris-Gare-de-Lyon
Pour les articles homonymes, voir Gare de Lyon.
Paris-Gare-de-Lyon est l'une des six grandes gares terminus du réseau de la Société nationale des chemins de fer français (SNCF) à Paris, en France. C'est aussi une gare du réseau RER d'Île-de-France. Souvent appelée simplement Gare de Lyon, elle est située dans le 12e arrondissement, principalement dans le quartier des Quinze-Vingts, le sud-est des voies et des quais étant situé dans le quartier de Bercy. C'est la deuxième gare de Paris par son trafic (109,9 millions de voyageurs en 2018), et la deuxième en termes de trains de grandes lignes (31,8 millions, TGV inclus, derrière la gare du Nord).
La gare de Lyon est la tête de ligne des TGV à destination du sud-est de la France (Bourgogne-Franche-Comté, l'ancienne région Rhône-Alpes et la façade méditerranéenne) ainsi que des pays voisins de ces régions. Les villes principales desservies sont Belfort et Montbéliard, Besançon, Mulhouse, Dijon, Le Creusot, Mâcon, Lyon, Saint-Étienne, Grenoble, Valence, Annecy, Bourg-en-Bresse, Bellegarde-sur-Valserine, Thonon-les-Bains, Évian-les-Bains, Chambéry, Modane, Bourg-Saint-Maurice, Saint-Gervais-les-Bains, Avignon, Marseille, Toulon, Nice, Montpellier, Nîmes et Perpignan. Elle permet également des liaisons avec Genève, Lausanne, Bâle et Zurich en Suisse, avec Turin et Milan en Italie, avec Gérone et Barcelone en Espagne.
C'est aussi une gare du réseau Transilien réalisant la desserte du Sud-Est de la région parisienne avec la ligne R du Transilien (lignes Paris-Montereau via Héricy, Paris-Montereau via Fontainebleau et Moret et enfin Paris-Montargis).
Une gare souterraine, commune à la RATP et à la SNCF, est aménagée sous la rue de Bercy. Elle est desservie par les lignes A et D du RER et offre une correspondance avec les lignes 1 et 14 du métro.
L'entrée principale, sur la place Louis-Armand, donne sur la rue de Lyon, qui conduit vers la place de la Bastille, et sur le boulevard Diderot.
Cette gare se distingue par son beffroi, tour carrée haute de 67 mètres et portant des cadrans d'horloge sur ses quatre faces.

## Histoire

### Le premier embarcadère
La Ville de Paris s'oppose à un premier projet d'embarcadère au bord du bassin de l'Arsenal, non loin de la place de la Bastille, présenté en 1845 par la Compagnie du chemin de fer de Paris à Lyon (première Compagnie), en raison des nuisances que la traversée des voies ferrées aurait pu causer au quartier urbanisé, et propose un emplacement sur des terrains peu bâtis à l'angle de la rue de Bercy et du boulevard Mazas (actuel boulevard Diderot), en face de la prison Mazas en construction. Le ministre des Travaux publics accepte cet emplacement par décision du 2 février 1847, prévoyant l'ouverture d'une rue reliant la gare à la place de la Bastille, la rue de Lyon, et l'aménagement d'une place de dégagement devant la gare à l'emplacement du tronçon sud-ouest de la rue des Charbonniers (actuelle rue Hector-Malot pour sa partie nord-est subsistante).
La Compagnie, en difficultés financières à la suite du krach de 1847 et des événements de 1848, est rachetée le 17 août 1848 par l'État, qui poursuit les travaux entrepris par la première Compagnie. L'inauguration d'un premier tronçon de la ligne a lieu le 12 août 1849 en présence du prince-président Louis-Napoléon Bonaparte, dans un bâtiment provisoire sous le nom d'« Embarcadère de chemin de fer de Paris à Montereau ».

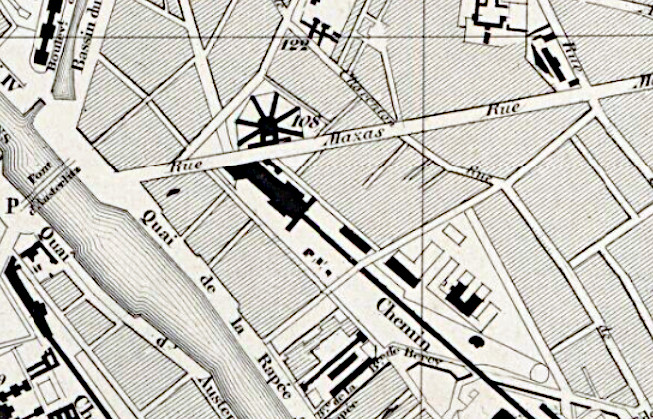
Gare de Lyon sur le plan de Paris de Victor Adolphe Malte-Brun et Auguste Henri Dufour de 1854.

L'État, qui a effectué les travaux de la première gare, remet le 20 mars 1852 le bâtiment, avec l'ensemble des installations des parties de la ligne de Paris à Lyon construites à cette date, à une deuxième Compagnie du chemin de fer Paris à Lyon.
La ligne de Paris à Lyon est ouverte dans son ensemble le 10 juillet 1854 et la Compagnie disparaît le 19 juin 1857, lors de la création de la Compagnie des chemins de fer de Paris à Lyon et à la Méditerranée (PLM), absorbant plusieurs compagnies. Avec l'augmentation du trafic ferroviaire et la montée en puissance du PLM, cet embarcadère s'est agrandi à maintes reprises.

### La gare de 1855

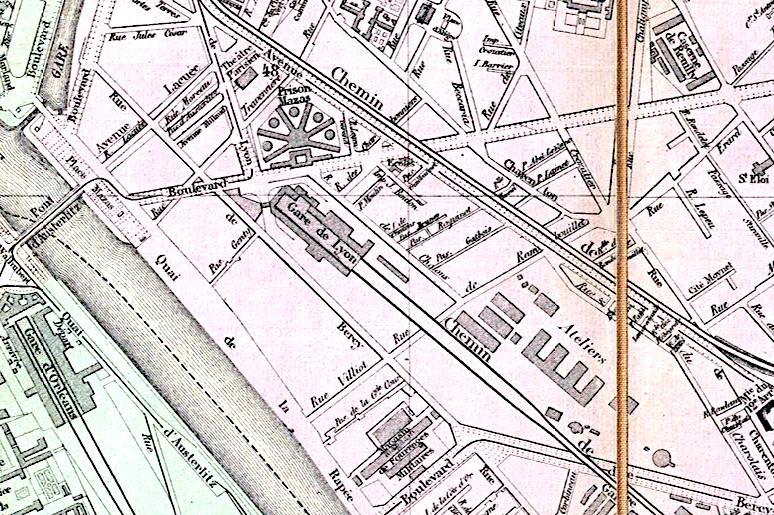
Gare de Lyon sur le plan d'Eugène Andriveau-Goujon de 1878.

L'embarcadère devenant inadapté à l'accroissement du trafic, la gare de Lyon (II) fut construite sur des plans de François-Alexis Cendrier en 1855 comme terminus des lignes de la compagnie du chemin de fer de Paris à Lyon (PL) deuxième du nom. Cette gare, dont la construction coûta 3 125 000 francs est édifiée sur une levée de terre de six à huit mètres destinée à la protéger des crues de la Seine. Elle ne comporte que six voies dotées de plaques tournantes couvertes d'une grande halle de 220 mètres et large de 42. Un portique, enjambant l'entrée de la cour de l'Arrivée, à droite, reliait la gare proprement dite à un bâtiment d'administration centrale sur le côté, le Bâtiment X donnant sur le boulevard Mazas. L'entrée et la sortie se faisaient respectivement via les façades latérales de gauche et de droite, le vestibule des départs se trouvant dans un pavillon de douze travées donnant sur les salles d'attente, le buffet et le bureau des bagages. Le vestibule des arrivées est plus modeste, avec un triple fronton bordé par la salle des bagages et des locaux de service. La façade surélevée, donnant sur le boulevard Mazas, n'est percée par aucun accès et comporte seulement une rangée de fenêtres et le pignon vitré des deux halles métalliques. Un escalier d'accès a néanmoins été aménagé ultérieurement, à l'emplacement des deux baies médianes.

Illustration et plan de la gare et de ses abords
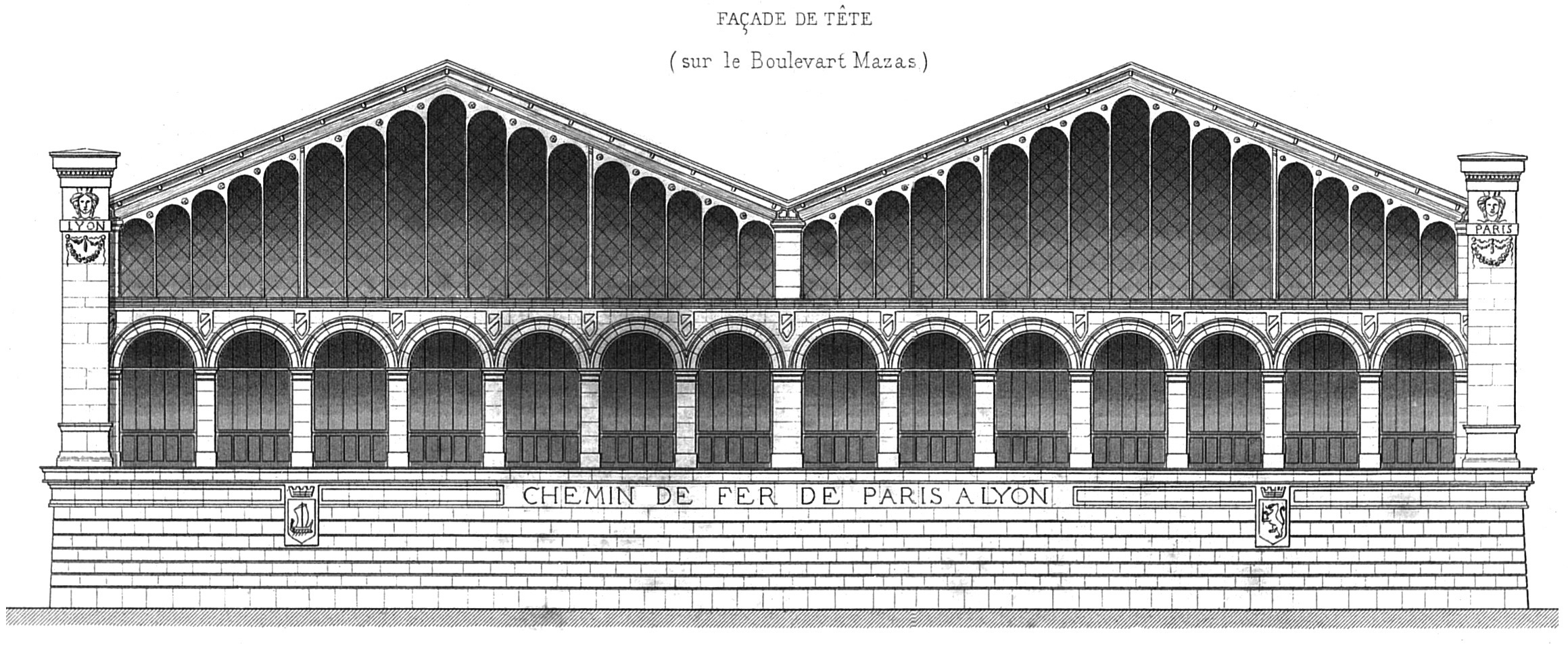
Façade à front du boulevard Mazas.
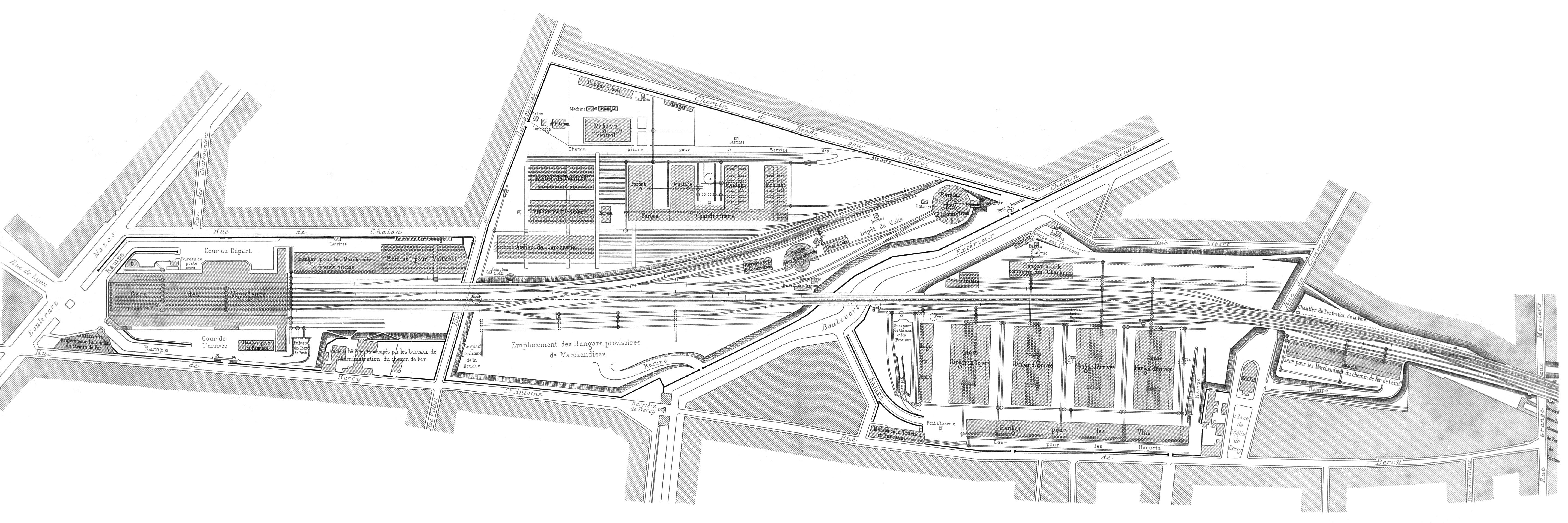
Plan de la gare, des remises, ateliers et halles aux marchandises en 1859.

Cette gare est détruite partiellement par un incendie, lors de la Commune de Paris en 1871, et reconstruite à l'identique.
En 1878, sa disposition est toujours de six voies dont seulement deux à quai, correspondant aux deux voies de la ligne en direction de Marseille ; les autres servent aux wagons-poste, au mouvement des locomotives et au remisage des voitures. La mise à quatre voies de la ligne entre Paris et Villeneuve-Saint-Georges, séparant la circulation des trains lents et rapides, va de pair avec un réaménagement de la gare de Paris, dont la halle couverte gagne un quai central en plus d'un quai extérieur à la halle pour les trains de banlieue ou de plaisir. Des aiguillages hors de la halle couverte remplacent les plaques tournantes et l'entreposage des véhicules est progressivement reporté hors de la station.
Le 8 juillet 1887, le départ de Paris du général Georges Boulanger donne lieu à une manifestation de foule : 8 000 personnes envahissent la gare de Lyon, couvrent le train d'affiches « Il reviendra » et bloquent son départ pendant plus d’une heure et demie.

### La gare de 1900

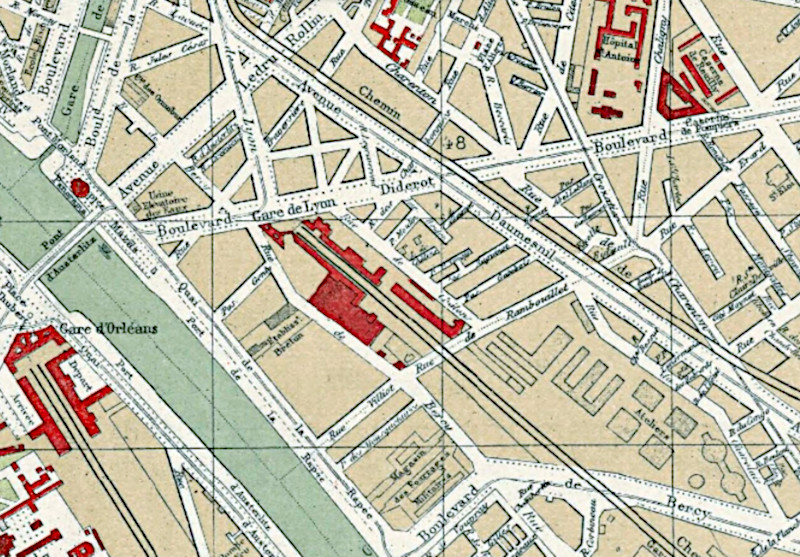
Paris-Gare de Lyon sur le plan Hachette de 1899.

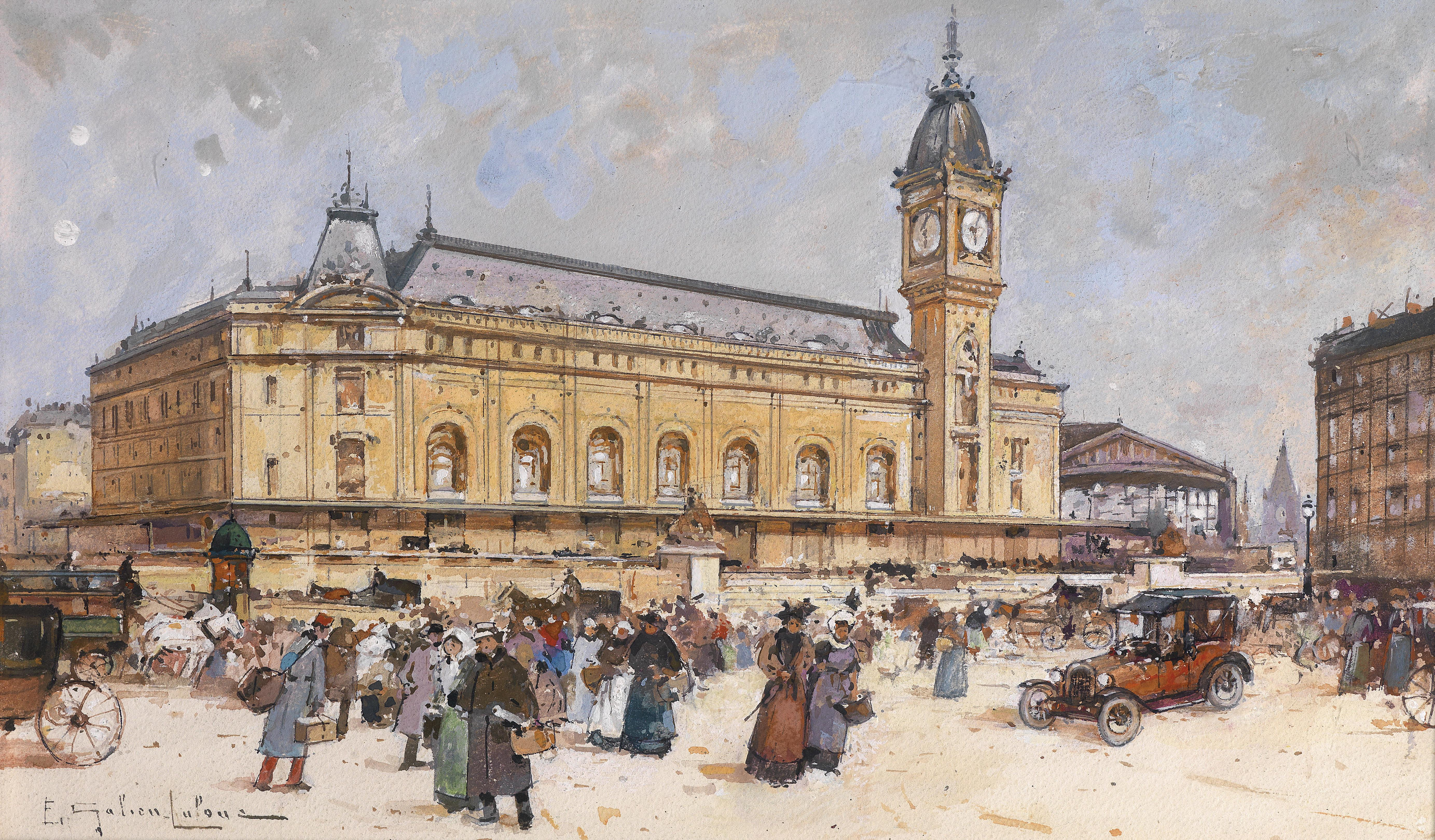
La gare, vers 1910.

En 1900, les voyageurs visitant l’Exposition universelle de Paris arrivent dans une nouvelle gare de Lyon (III) à treize voies, dessinée par l'architecte toulonnais Marius Toudoire et possédant une grande fresque du peintre marseillais Jean-Baptiste Olive représentant certaines des villes desservies à partir de la gare. Elle est inaugurée le 6 avril 1901, par Émile Loubet, Président de la République.
Elle dispose désormais d'une façade sur la place Diderot (actuelle place Louis-Armand) et d'une tour horloge haute de 67 mètres, recouverte d'un dôme en zinc. Chaque face du fût, de section carrée, est large de 8,5 mètres ; le cube de l'horloge mesure dix mètres de côté. On monte au sommet par un escalier de quatre cents marches. L'horloge monumentale est de Paul Garnier avec quatre cadrans de 6,4 mètres de diamètre et une surface de 140 m2 de vitraux. Les chiffres romains en laiton, sont peints à la main et mesurent un mètre de haut. Les aiguilles sont en aluminium ; la grande pèse 38 kg et mesure quatre mètres tandis que la petite pèse 26 kg et mesure 2,8 mètres. Les cadrans furent éclairés depuis l'intérieur par 250 becs à pétrole, jusqu'en 1929. Ils furent remplacés par un éclairage électrique, modernisé en 2005 par l'entreprise Bodet.

La tour horloge
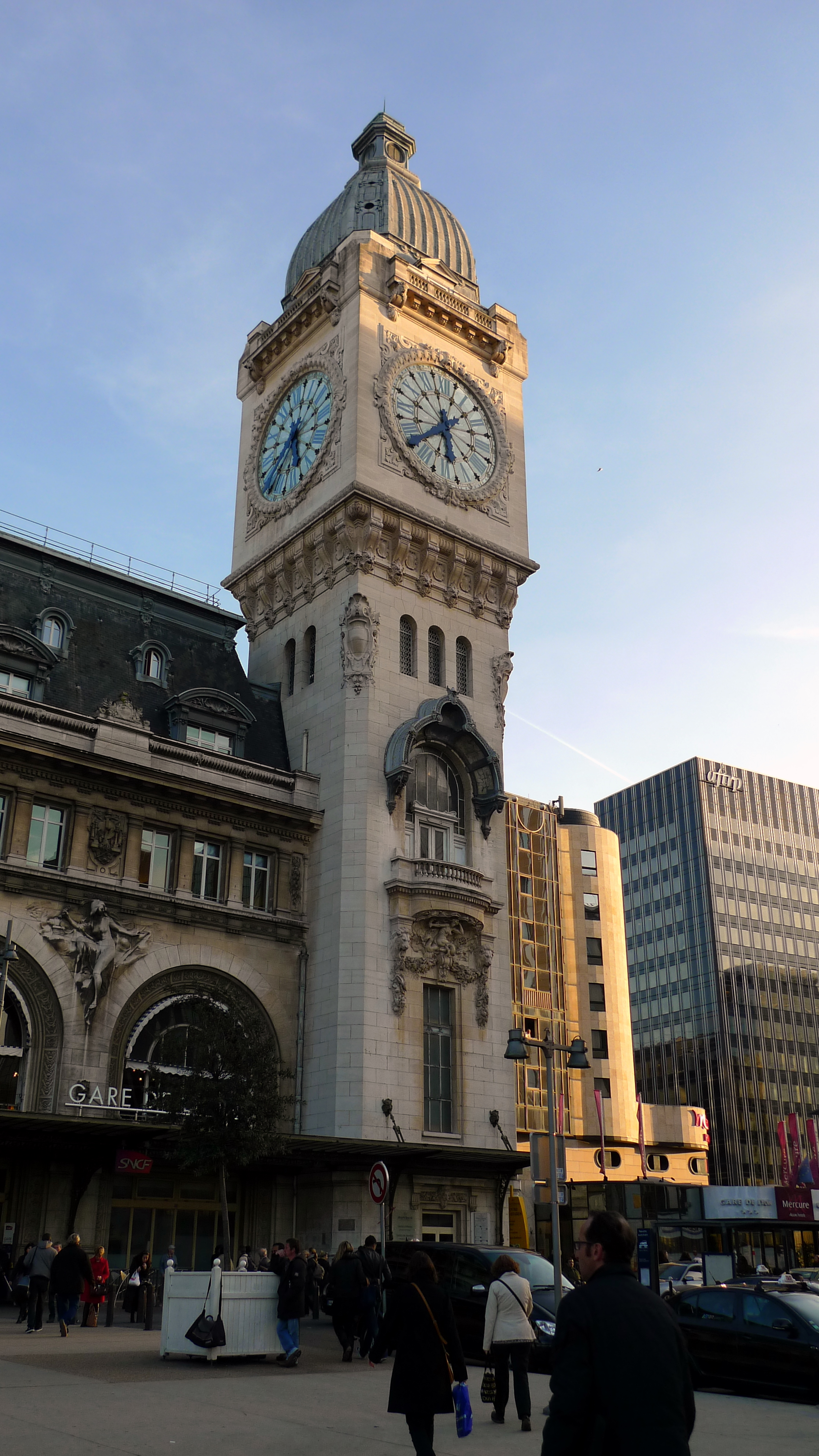
La tour horloge.
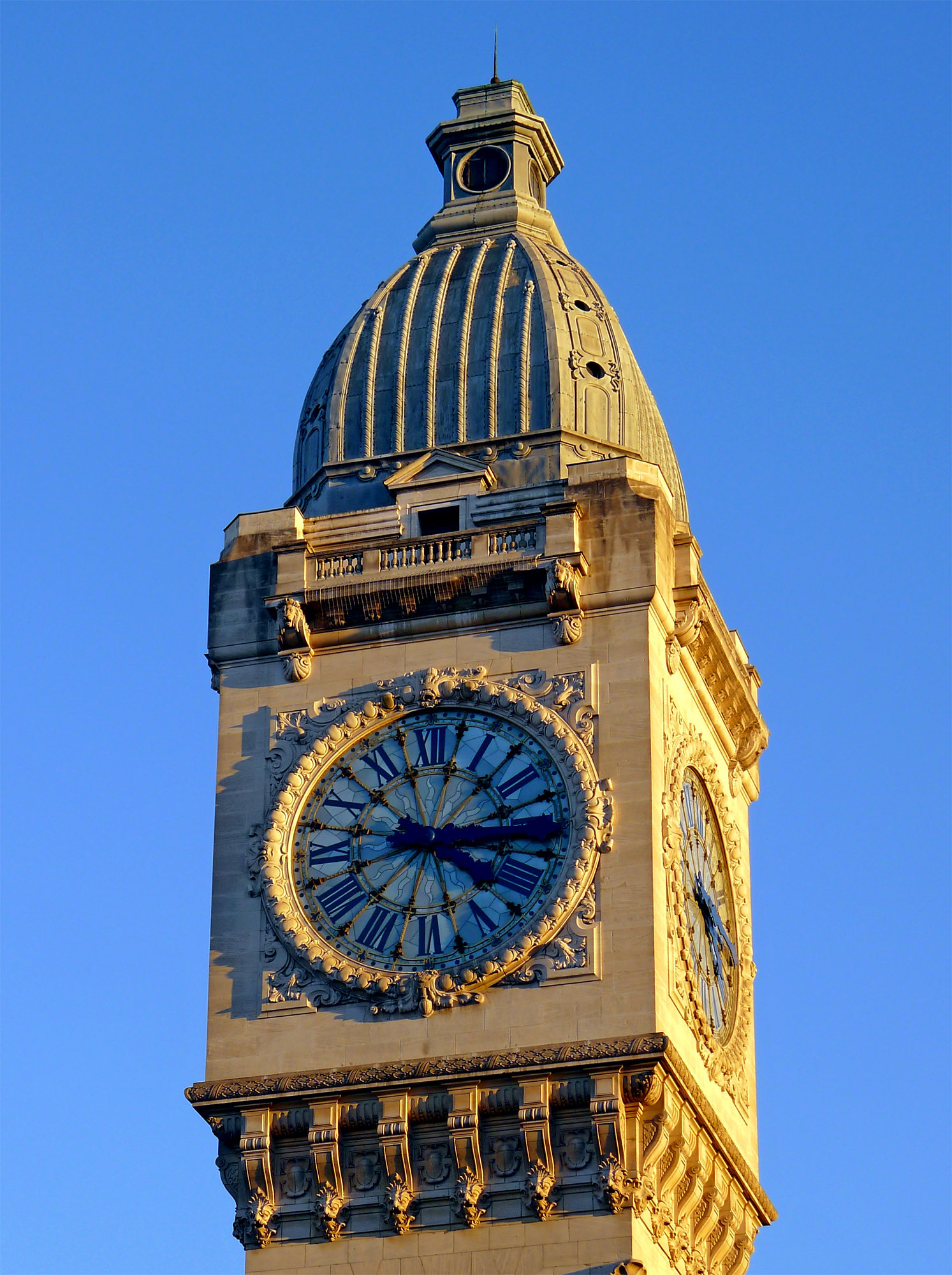
Détail des horloges.
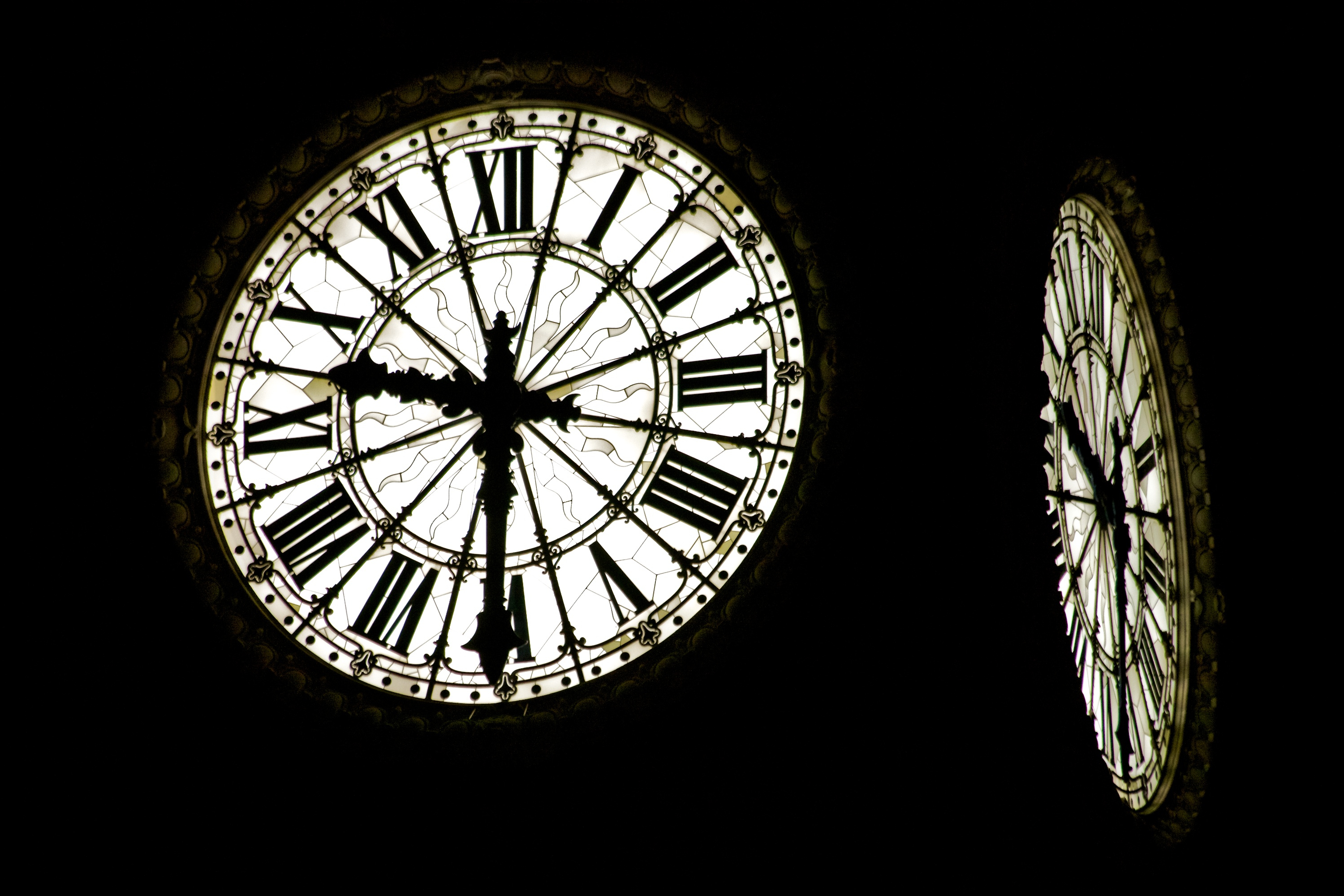
Détail des cadrans.

Arrêtée à la suite de la tempête du 26 décembre 1999, cette horloge a été remise en marche le 15 février 2005 (avec son mécanisme d'origine, modernisé par un système de motorisation et de synchronisation sur le signal horaire transmis par l'émetteur d'Allouis de France Inter en grandes ondes). Cette tour horloge fut donc restaurée par deux fois : en 1948, puis en 2005.
Les voyageurs de 1900 découvrent aussi la première ligne du métro parisien, qui dessert la gare.
Les treize voies de la gare mises en service en 1900 correspondaient aux actuelles voies « à lettre ».

### L'agrandissement de 1927
L’augmentation constante du trafic, de 3 360 000 voyageurs en 1899 à 11 036 000 en 1924, rend insuffisante la gare de 1900 avec ses 13 voies à quai. C’est pourquoi la compagnie du PLM avait projeté, dès avant la Première Guerre mondiale, la création de 15 voies supplémentaires. Ces 28 voies auraient été placées à l’intérieur d’une gare agrandie au nord-est comportant une façade allongée face au boulevard Diderot.

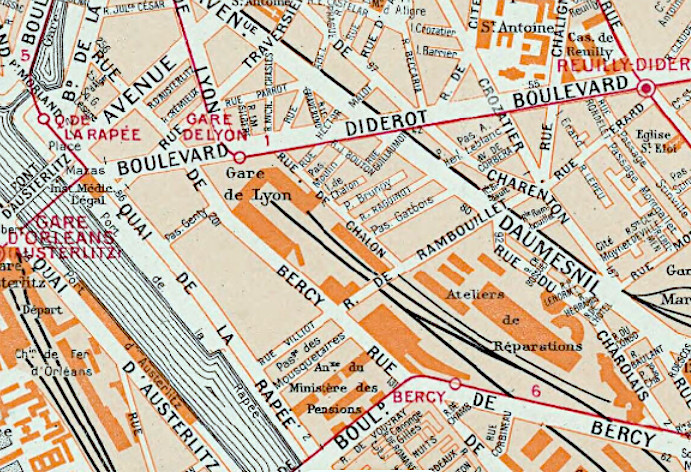
Gare de Lyon sur plan de Paris 1937 de Dufrénoy.

Le coût de l’opération, notamment l’importance des acquisitions foncières nécessaires dans l’îlot Chalon, a amené la Compagnie à réduire ce programme à huit voies supplémentaires (actuelles voies à chiffres, de 5 à 19), dont sept affectées uniquement au départ des trains de grandes lignes, aménagées de 1925 à 1927 à la place des bâtiments des messageries et du tri postal, reconstruits à l’angle des rues de Rambouillet et du Charolais où étaient auparavant implantés les ateliers d’entretien du matériel. Ces réaménagements ont été permis par le déplacement des opérations de réparation et de maintenance du matériel à Villeneuve-Saint-Georges et à Nevers.
Ces travaux se sont accompagnés de la construction d’un hall face à ces huit voies, d’un passage pour les voyageurs de l’entrée sur le boulevard Diderot jusqu'à ce hall (actuelle galerie des fresques) à la place des services des bagages et de l’allongement de l’ensemble des quais à 300 mètres

Agrandissement de la gare en 1927 : projet et programme réduit réalisé
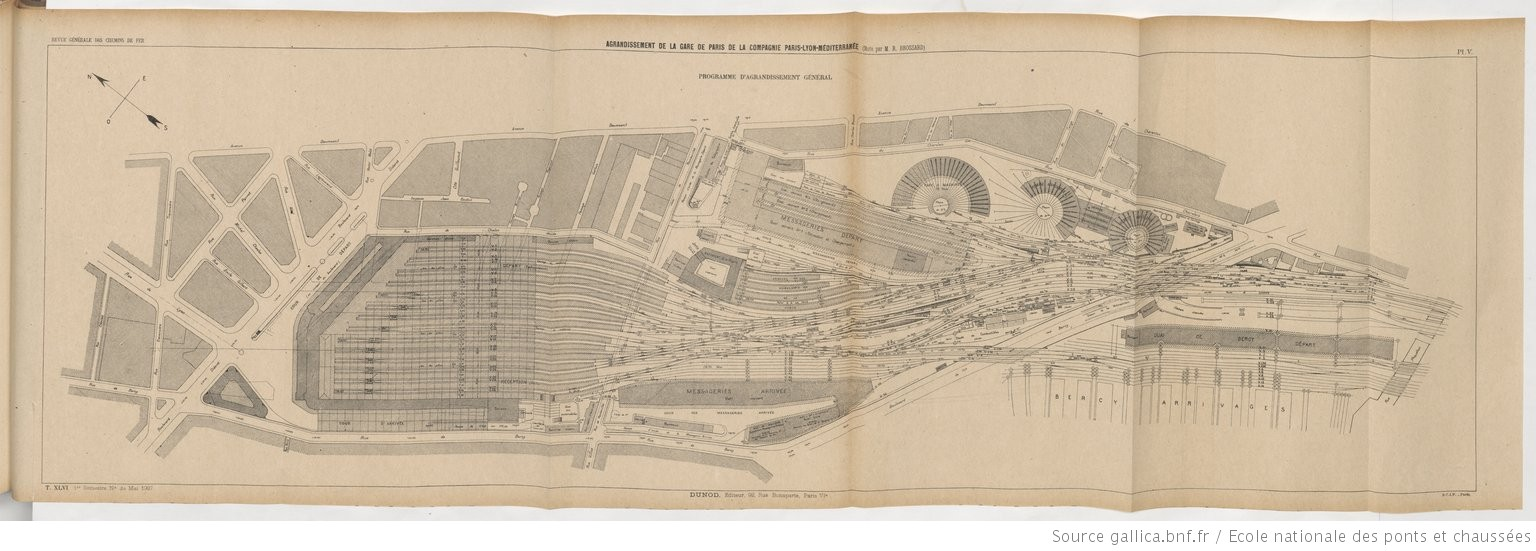
Projet d'agrandissement de la gare et de ses annexes.
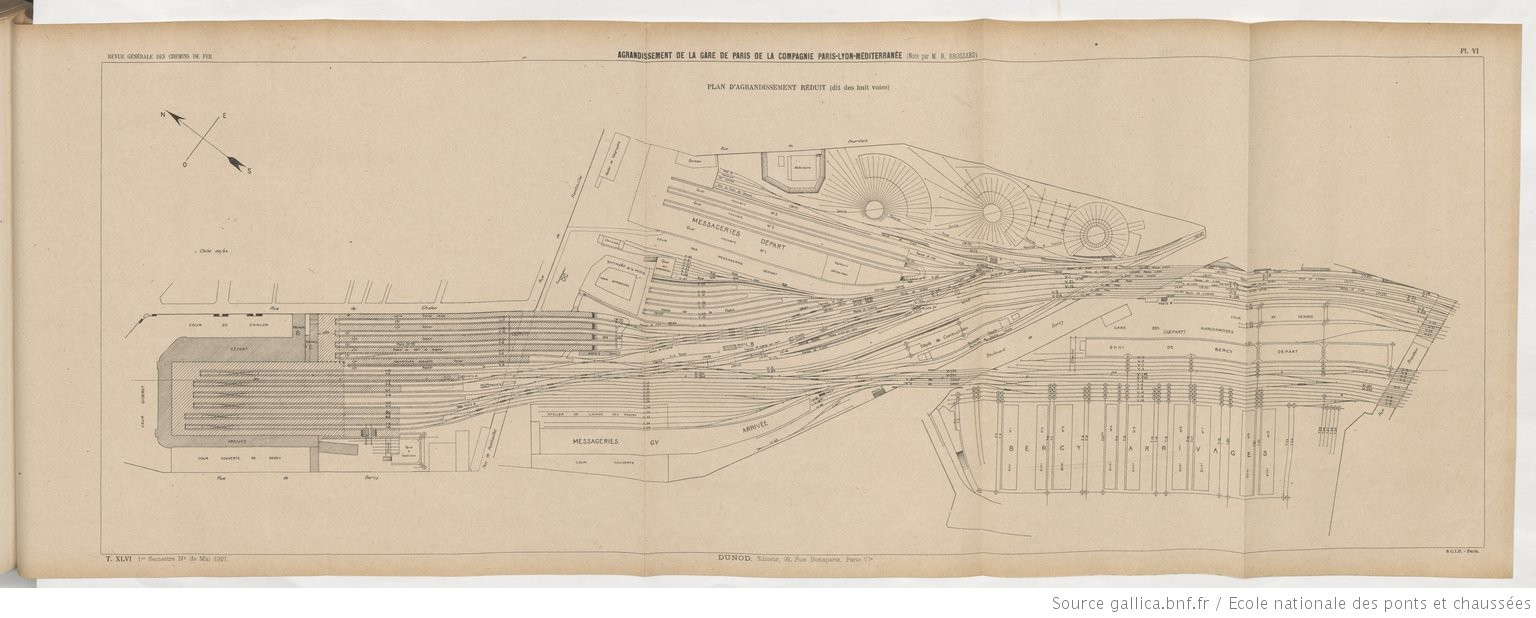
Agrandissement de la gare et de ses annexes, réalisé en 1927.

### Évolution de la gare depuis 1960
Le bâtiment évolue peu jusqu'aux années 1960, décennie au cours de laquelle est construite la ligne A du nouveau réseau express régional d'Île-de-France. La façade côté rue de Bercy et la halle Bercy sont détruites ; une gare de banlieue (aujourd'hui gare du RER D) et, en dessous, la gare du RER A (inaugurée en décembre 1977) sont creusées.

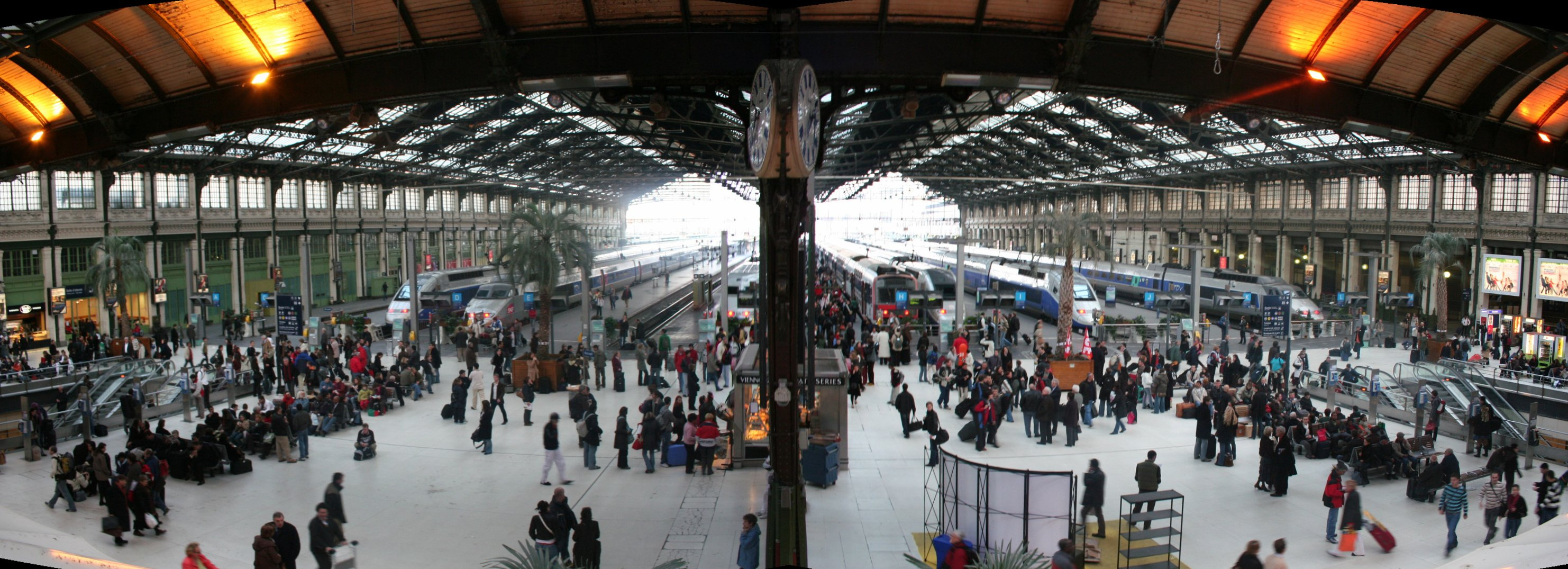
Vue panoramique du hall principal sous sa verrière, avec des TGV à quai.

En 1981, la gare accueille les premiers TGV qui parcourent la LGV Sud-Est entre Paris et Lyon. L'arrivée de la grande vitesse implique des installations spéciales et la construction de cinq nouvelles voies.
L'ensemble des façades et toitures du bâtiment principal ainsi que la salle des fresques font l’objet d’une inscription au titre des monuments historiques depuis le 28 décembre 1984.

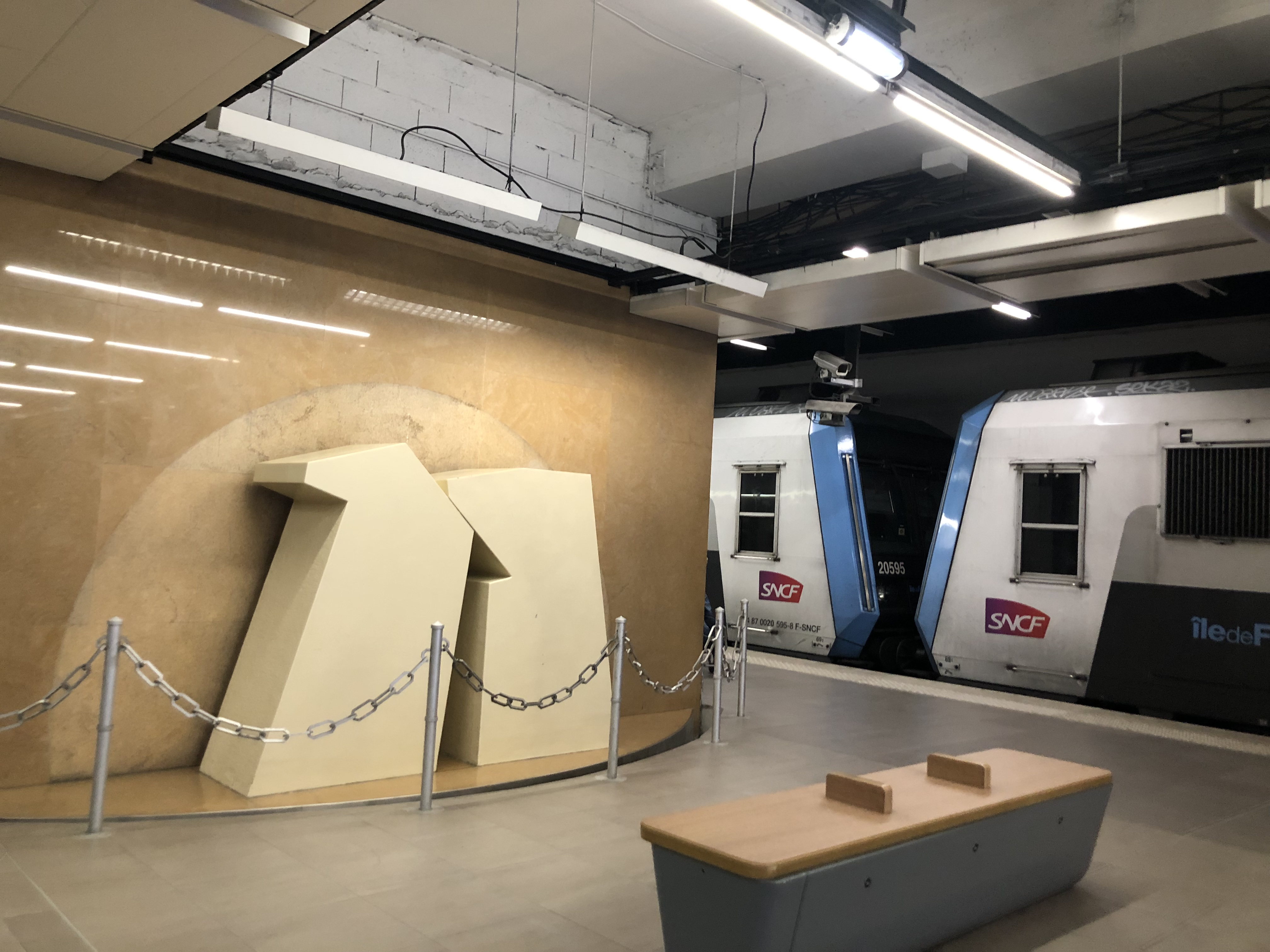
Mémorial d’hommage aux victimes de l’accident du 27 juin 1988 dans les chemins de faire.

Le 27 juin 1988, un accident dans la gare souterraine de banlieue provoque la mort de 56 personnes et en blesse 55 autres. Un train en provenance de Melun se retrouve en dérive à la suite d'un désarmement involontaire de ses freins, erreur qui n'est constatée par le conducteur qu'à quelques kilomètres de Paris-Lyon. Après une série d'erreurs du conducteur et des aiguilleurs, il heurte à pleine vitesse un autre train prêt à partir, stationné dans la gare souterraine. Le bilan est encore aggravé par le fait que la gare de banlieue est alors construite en cul-de-sac.
À la suite de cet accident, et en raison de la saturation du RER A, la décision est prise en 1989 d'interconnecter le RER D, qui s'arrête alors à Châtelet - Les Halles, avec les trains de banlieue de Paris-Lyon. Cette opération permet de supprimer le dangereux cul-de-sac en construisant deux tunnels entre la gare souterraine de banlieue et Châtelet - Les Halles. L'interconnexion est inaugurée en 1995, entraînant l'intégration des services pour Melun, Corbeil-Essonnes et Malesherbes au RER D.
Les derniers travaux amènent la ligne 14, à conduite automatique, sous la rue de Bercy, au pied de la maison de la RATP. Cette ligne, ouverte en 1998, permet depuis 2003 un transit rapide entre la gare de Lyon et la gare Saint-Lazare.
Depuis mai 2010, de nouveaux travaux d'agrandissement sont en cours de réalisation. Ceux-ci consistent à dégager les espaces afin de mieux accueillir les 90 millions de passagers annuels, et surtout de faire face à l'augmentation du nombre de voyageurs d'ici 2020. La SNCF prévoit en effet une augmentation de 30 % du nombre de voyageurs d'ici là, en particulier à la suite de la mise en service, à la fin de 2011, de la LGV Rhin-Rhône, qui amènera en gare quinze TGV quotidiens supplémentaires.

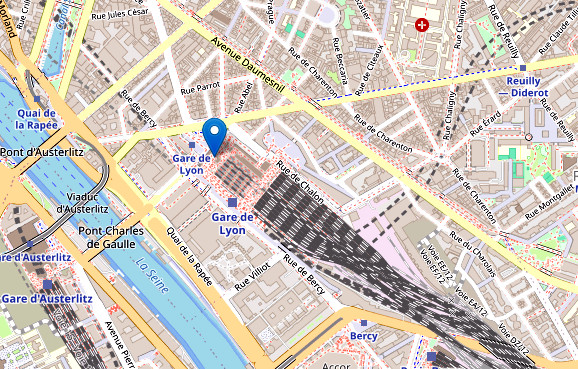
Gare de Lyon sur Openstreetmap de 2025.

La création d'une nouvelle verrière de plus de 4 400 m2 est également prévue, afin d'abriter commerces et services. Ces adaptations devraient permettre d'accueillir quarante-cinq millions de voyageurs annuels à cet horizon, soit dix millions de plus qu'en 2010. Ces travaux ont pour conséquence le report des trains Téoz de la ligne Paris - Clermont-Ferrand en gare de Bercy jusqu'en juillet 2011, et la mise en place d'un filtrage d'accès pour la partie est des quais grandes lignes (voies numérotées) jusqu'en janvier 2011, afin de mieux gérer les flux,.
Depuis le dimanche 11 décembre 2011, tous les TGV Lyria, qui relient Paris à la Suisse (dont une partie via le sud de l'Alsace), partent de la gare de Lyon et non plus de la gare de l'Est.
Pendant le week-end des 18 et 19 mars 2017, la gestion des circulations de la gare, ainsi que celle de Paris-Bercy, bascule de deux postes d'aiguillages électromécaniques vers un poste d'aiguillage informatique, télécommandé par une « tour de contrôle ferroviaire » située à Vigneux-sur-Seine,. Durant cette opération de basculement, aucun train ne dessert ni Paris-Bercy ni Paris-Gare-de-Lyon. Les trains sont donc supprimés, ou dirigés vers d'autres gares parisiennes et franciliennes (à l'exception de ceux du RER A).

## Architecture
Dans la gare SNCF, en haut des colonnes, figurent les blasons des villes desservies. Dans la salle des guichets, la grande fresque (en fait, des toiles marouflées sur les murs) de Jean-Baptiste Olive, peintre provençal, s'étale sur une centaine de mètres parallèlement aux voies à lettres, montrant, de façon continue, les principales destinations accessibles en train à partir de la gare, jusqu'à la Côte d'Azur et la ville de Menton,.
Au premier étage, par le grand escalier, se trouve le restaurant mythique style Second Empire, Le Train bleu, ainsi que son bar Le Big Ben. Il fait l’objet d’un classement au titre des monuments historiques depuis le 28 septembre 1972, ce qui fait de la gare de Paris-Lyon la seule gare (avec celle de Belfort) en activité de France à faire l'objet d'une telle protection, même si en l'occurrence elle ne concerne pas la partie dévolue à la fonction ferroviaire proprement dite.

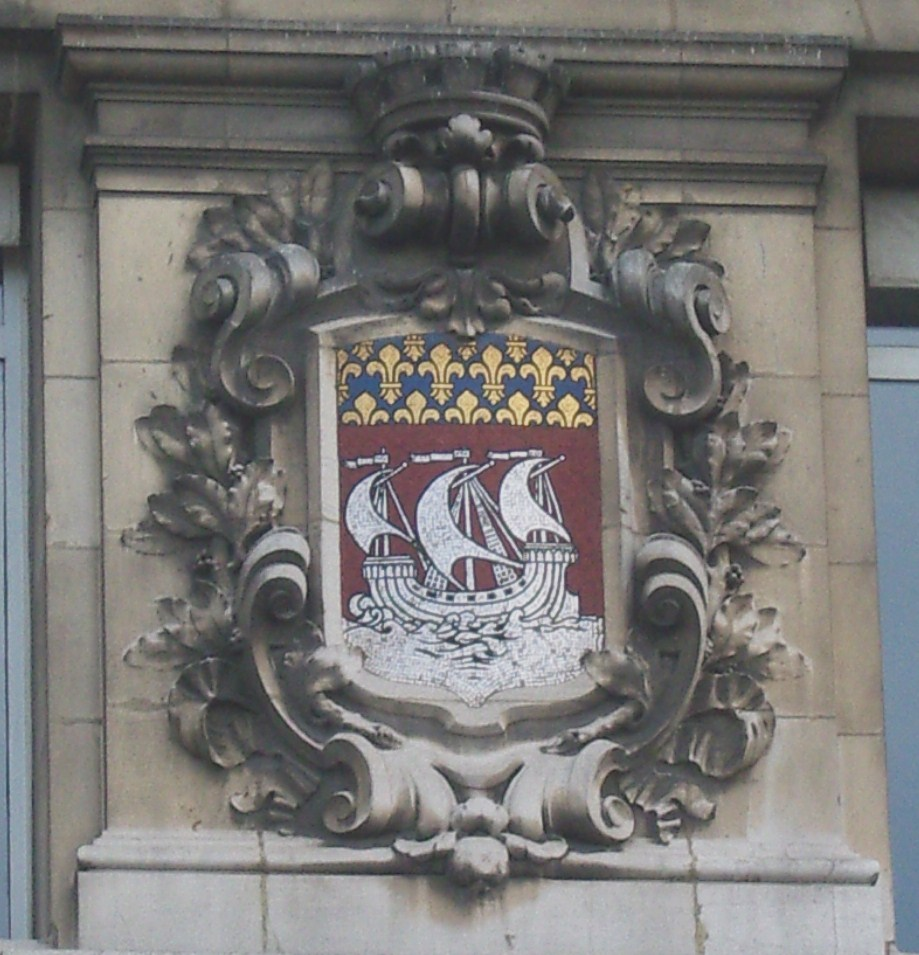
Le blason de la ville de Paris.
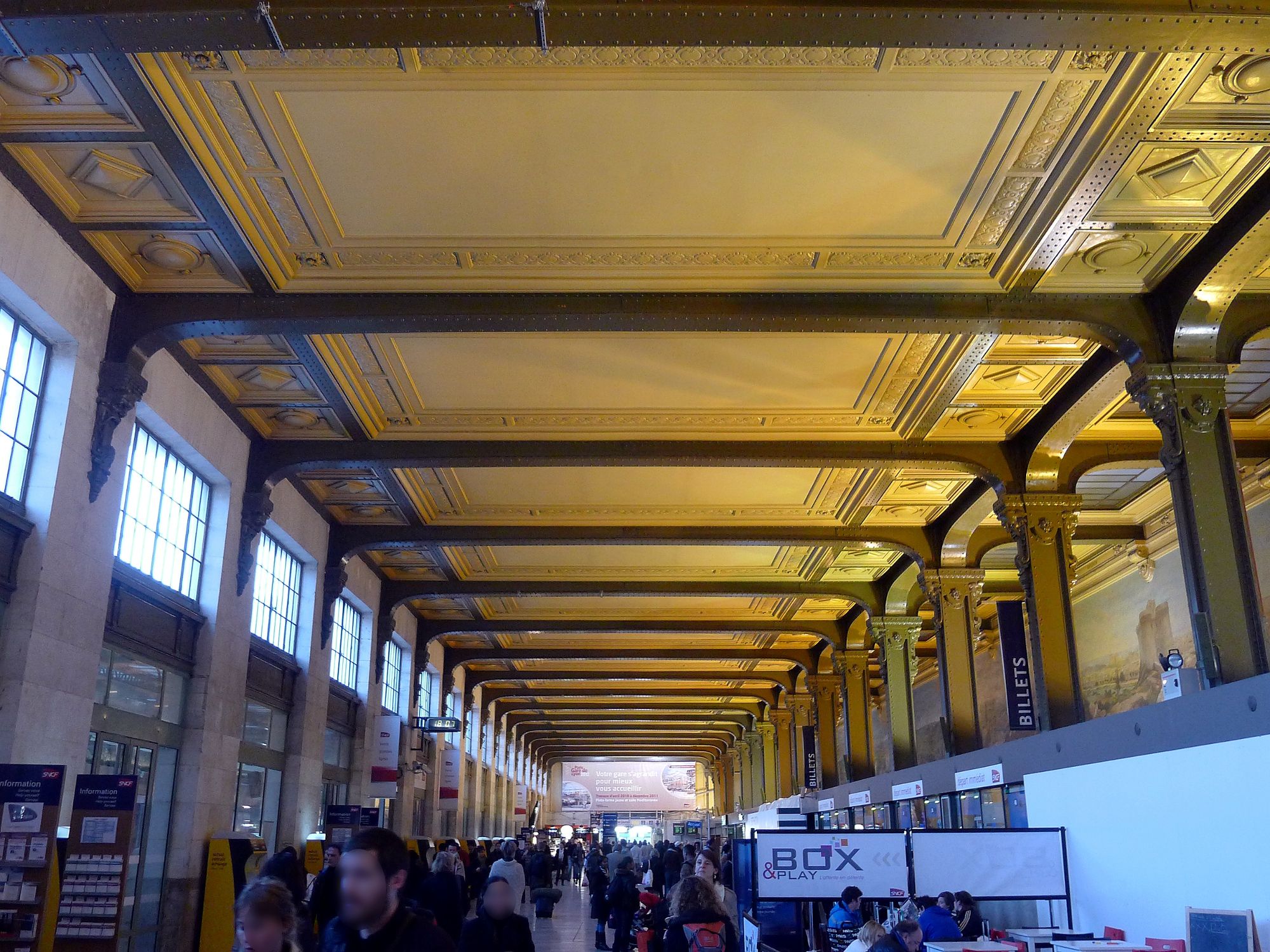
La salle des guichets avec, à droite, la grande fresque, les deux vues de Venise sont du Marseillais Jean-Baptiste Olive.
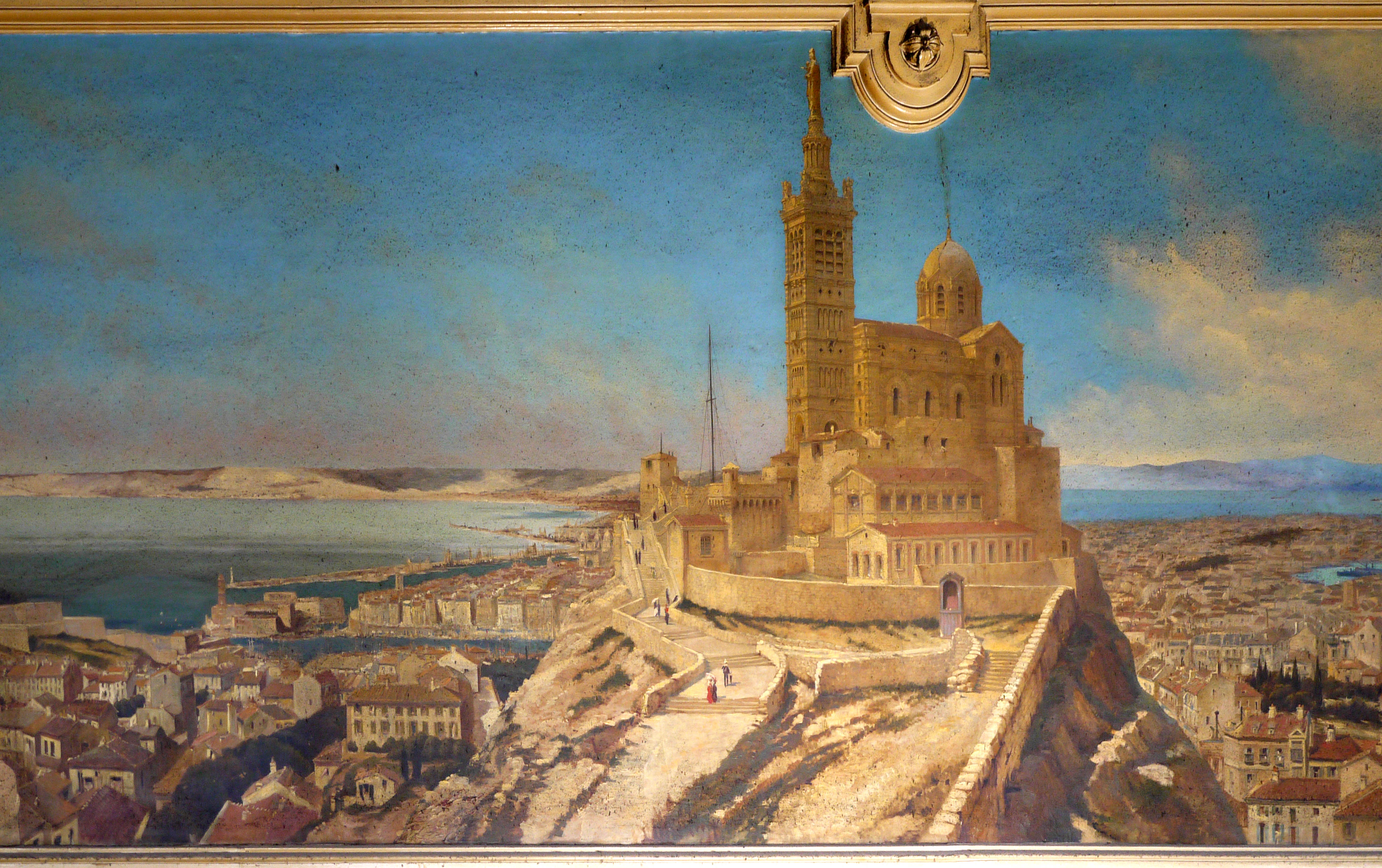
Détail de la fresque : la ville de Marseille, symbolisée par Notre-Dame-de-la-Garde.
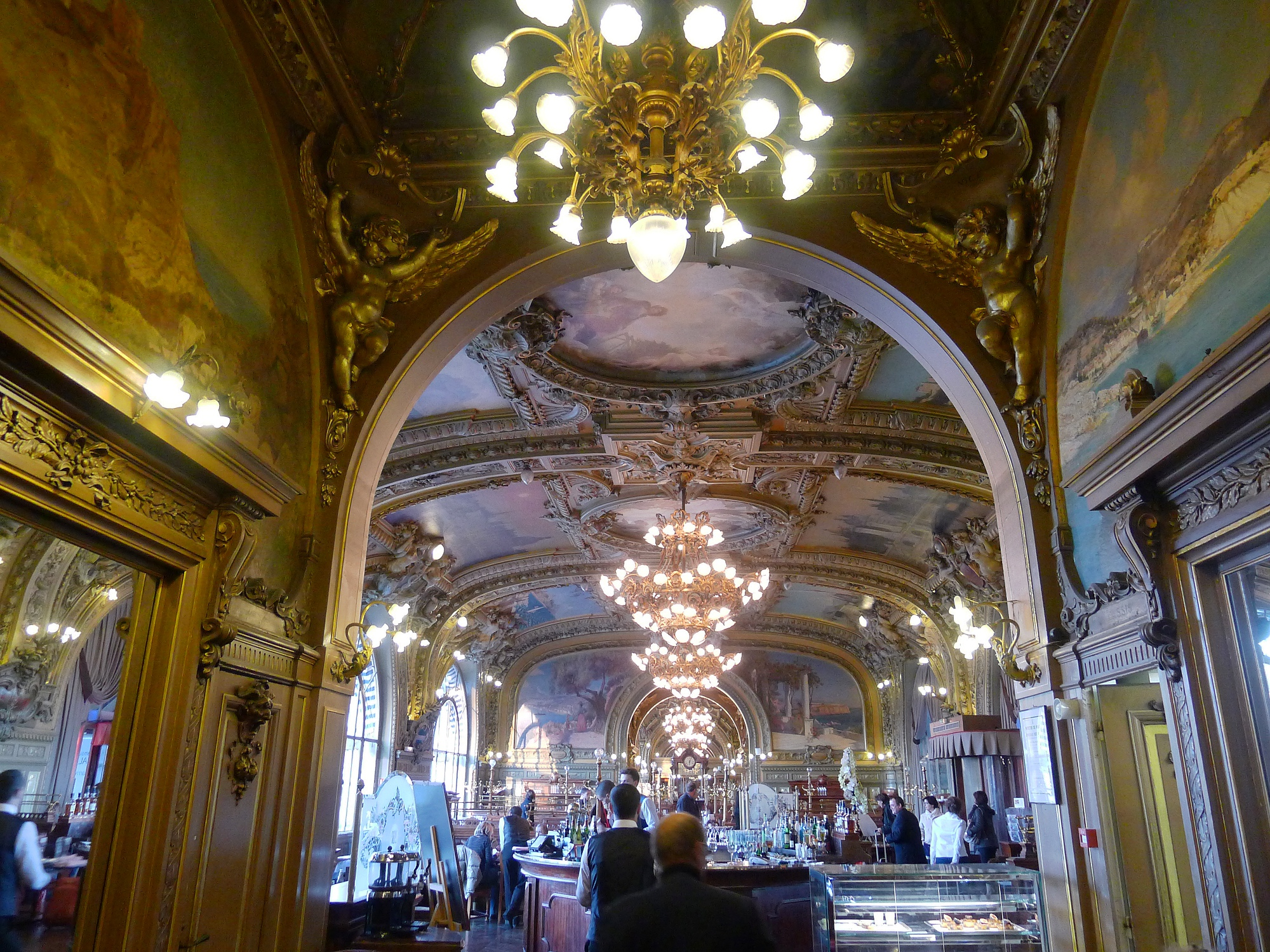
L'intérieur du Train bleu.

## Desserte

Différents trains desservant la gare
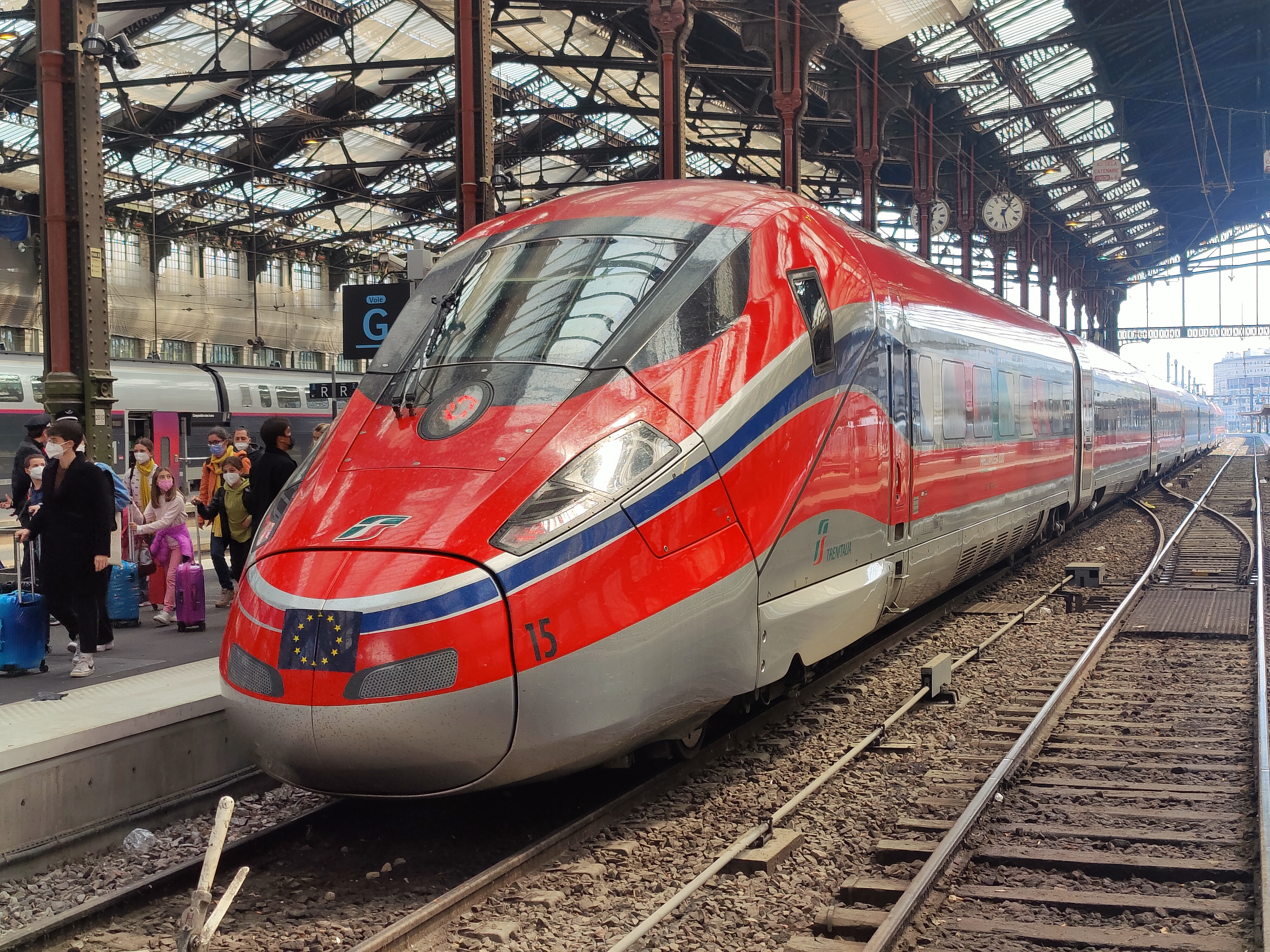
Rame du service Frecciarossa.
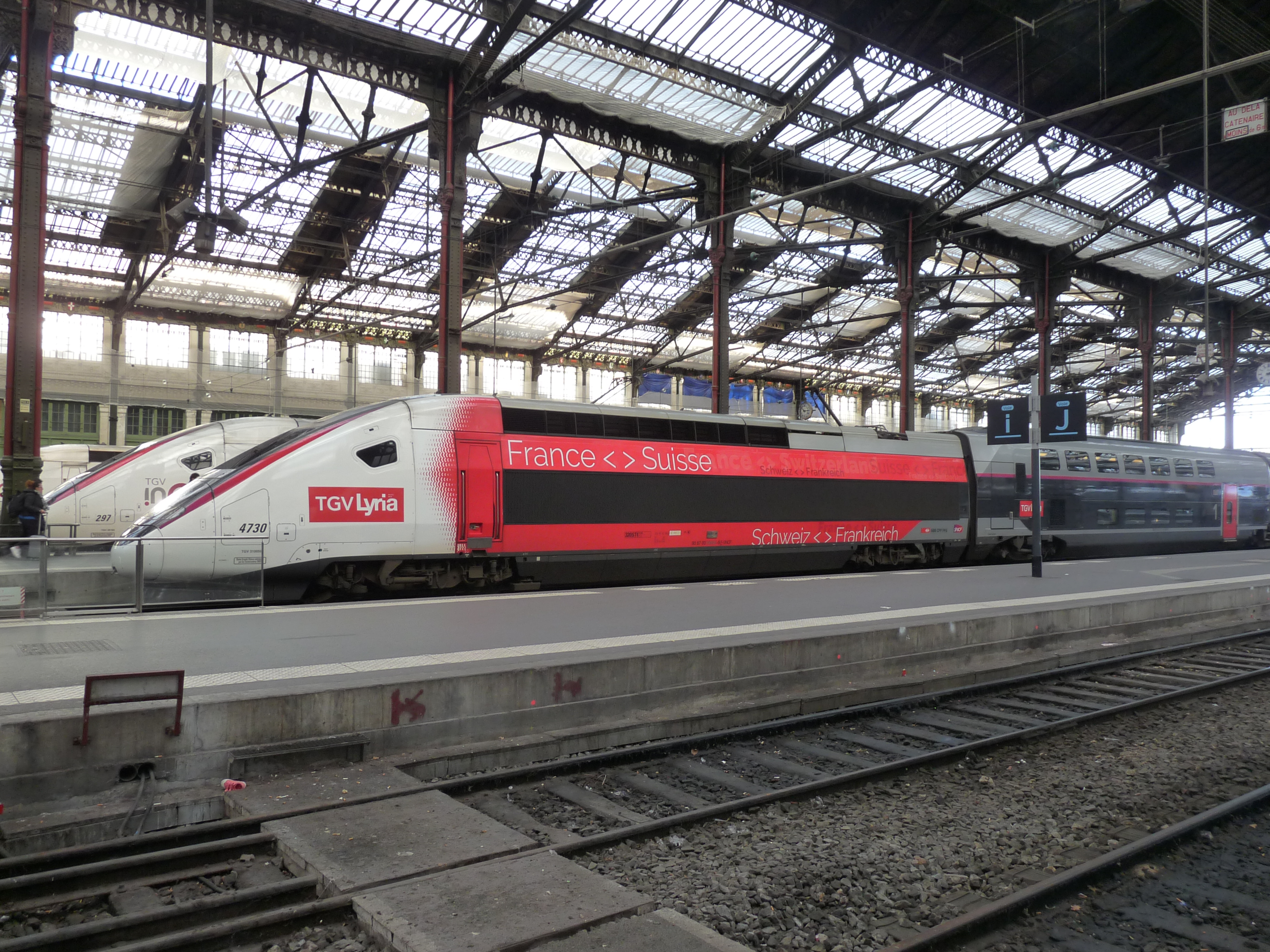
Rame du service TGV Lyria, dans le Hall 1.
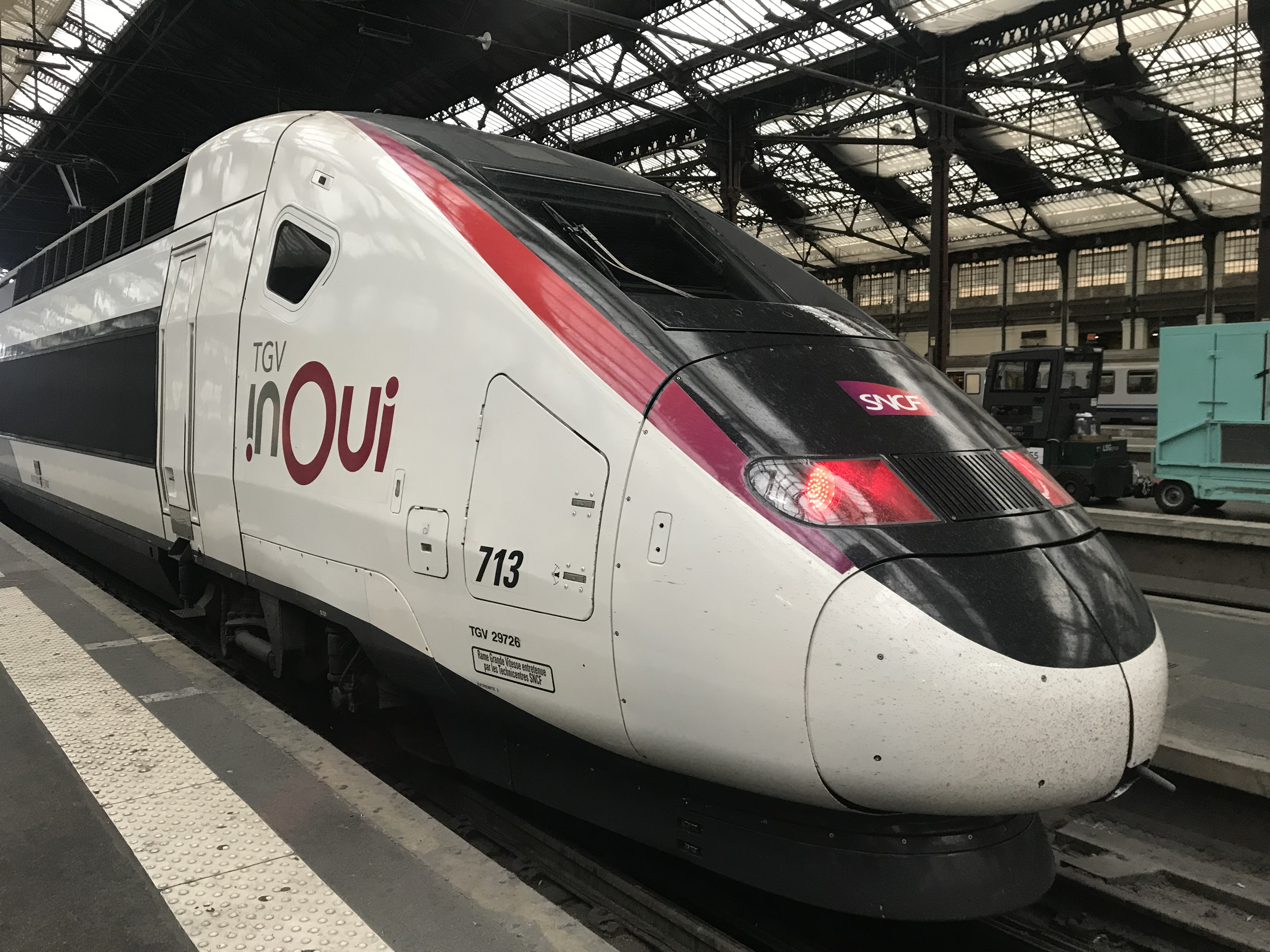
Rame du service TGV inOui.
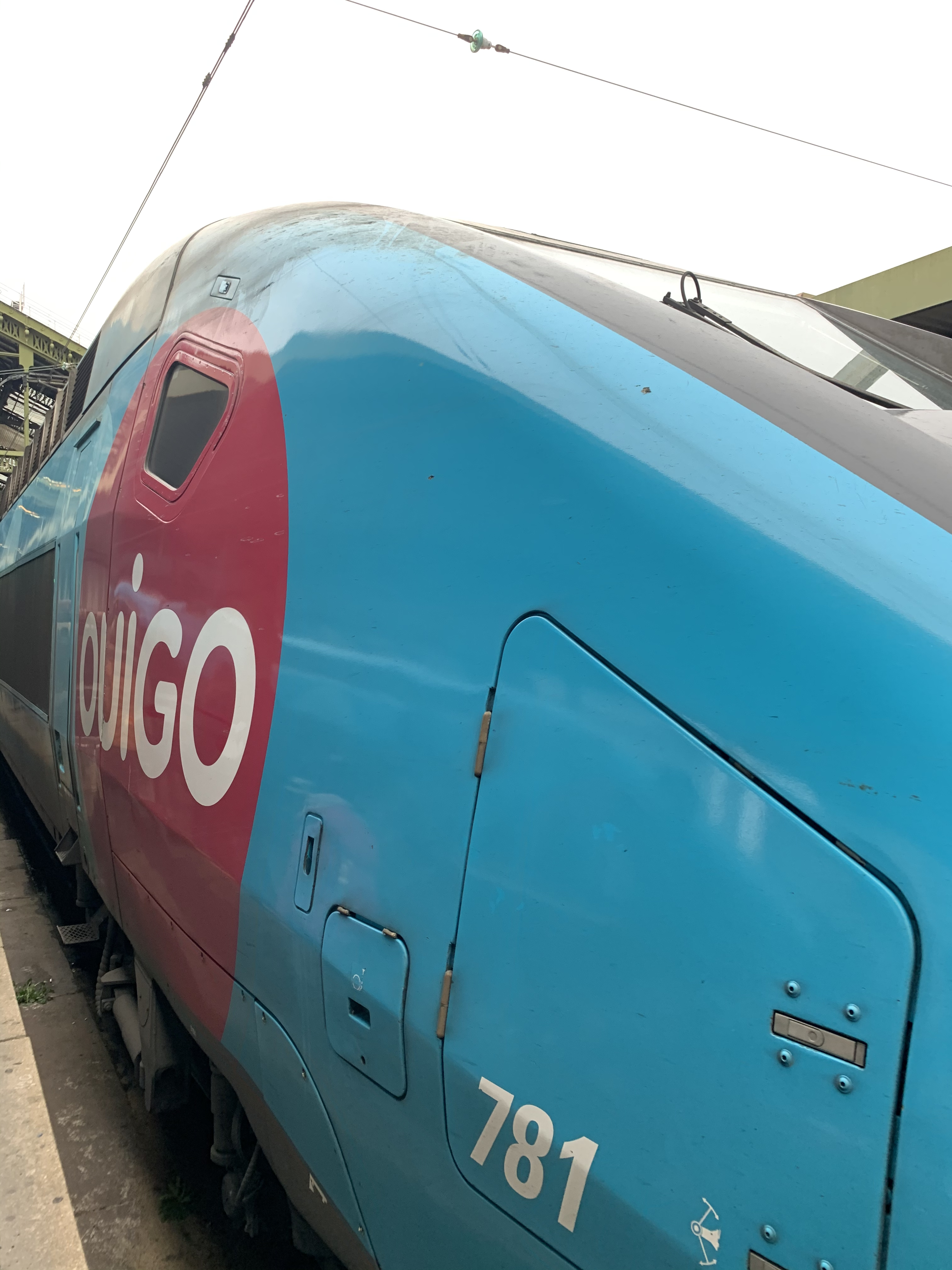
Rame du service Ouigo.
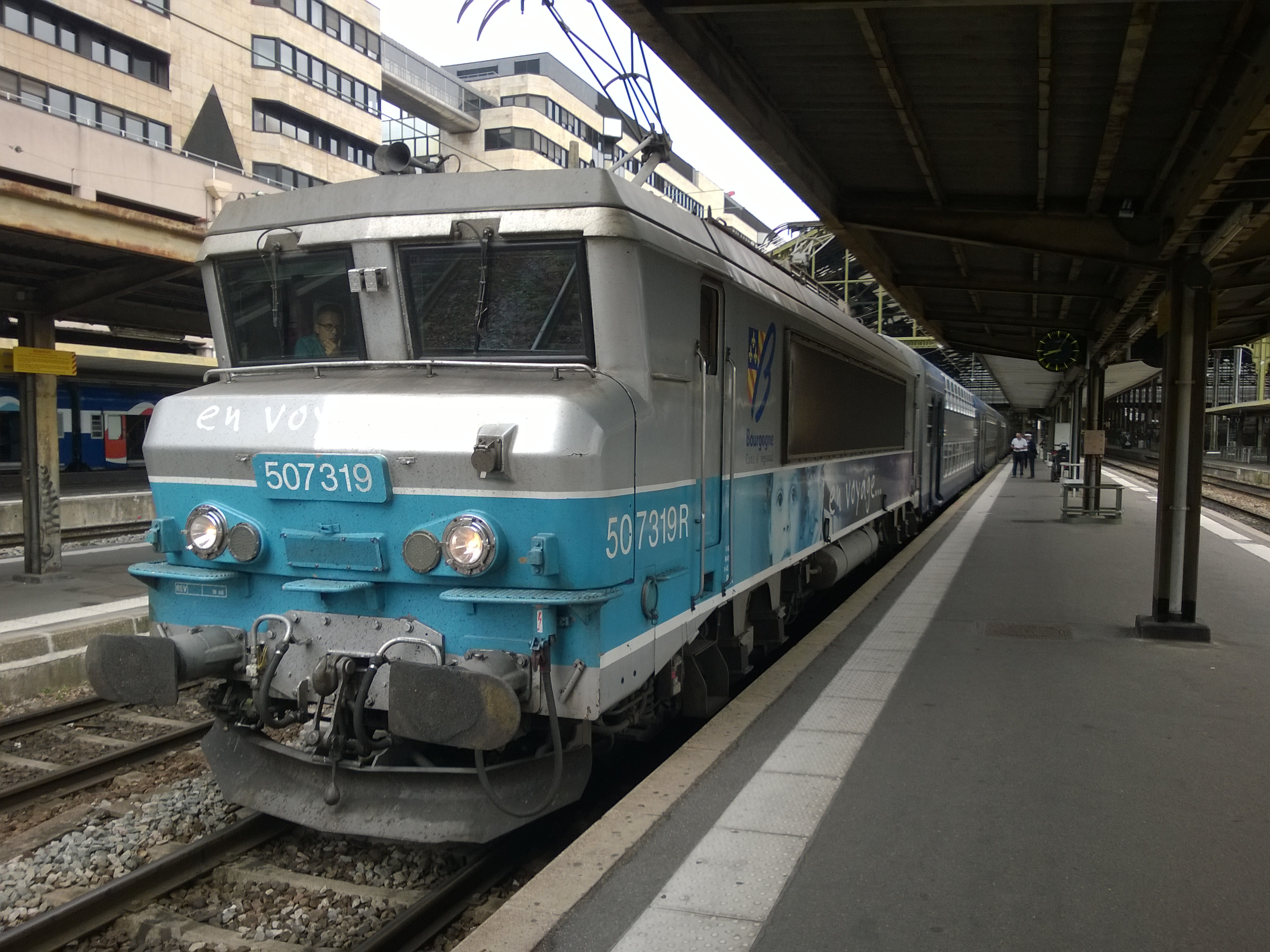
BB 7200 en tête d'un TER, à destination de Laroche - Migennes.
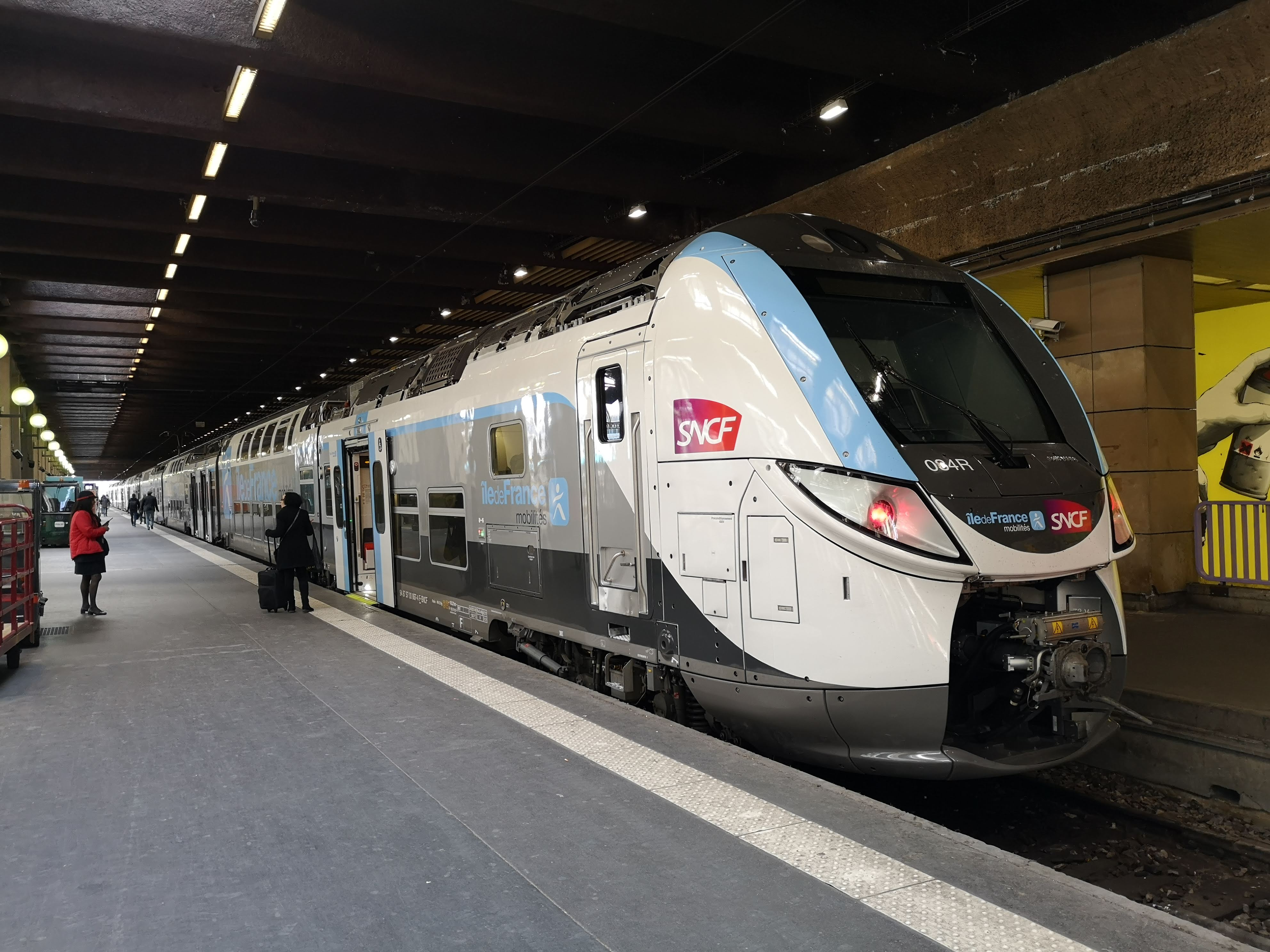
Rame Regio 2N du Transilien R, à quai.
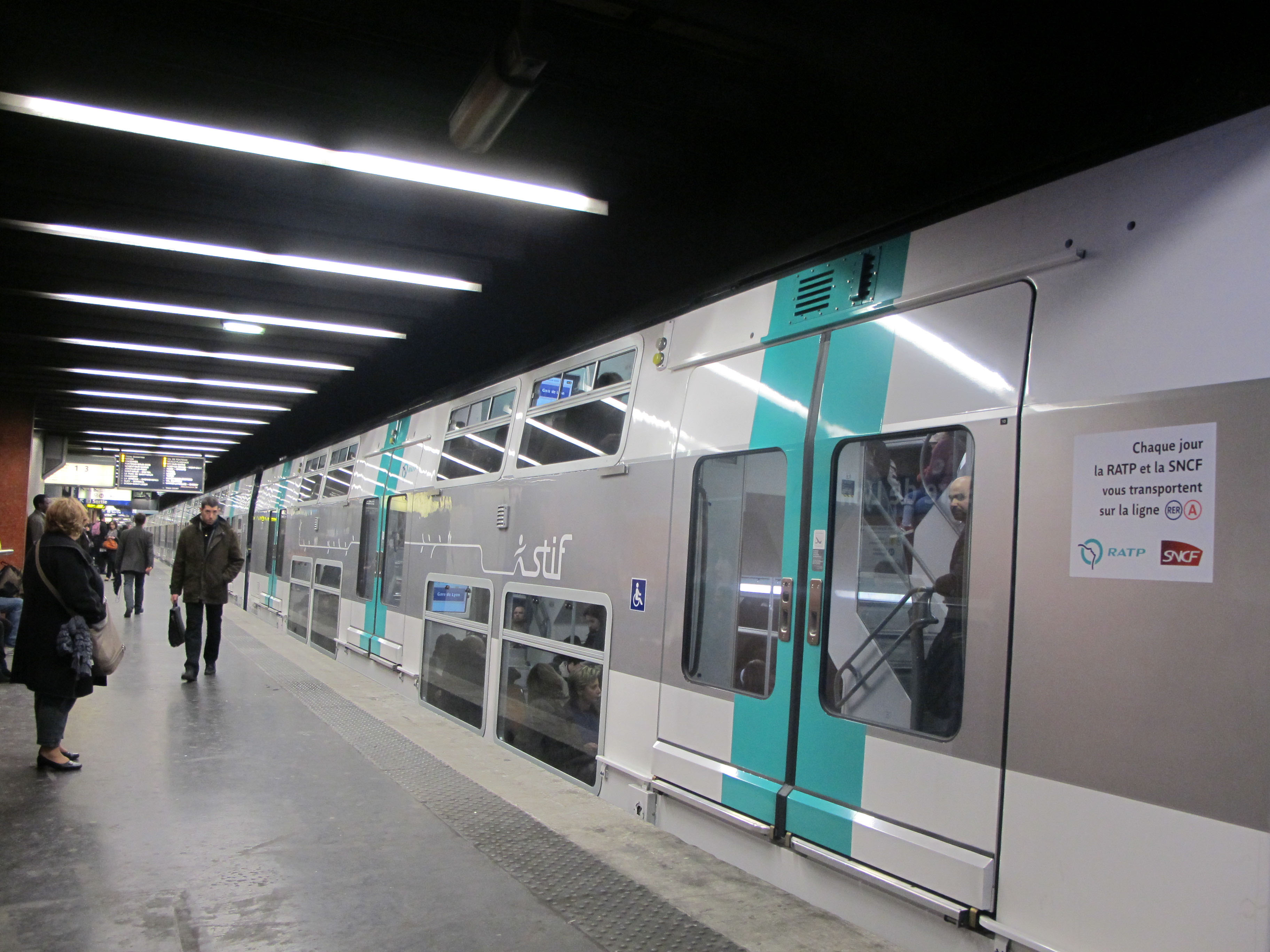
Rame MI 09 à quai, en gare souterraine du RER A.
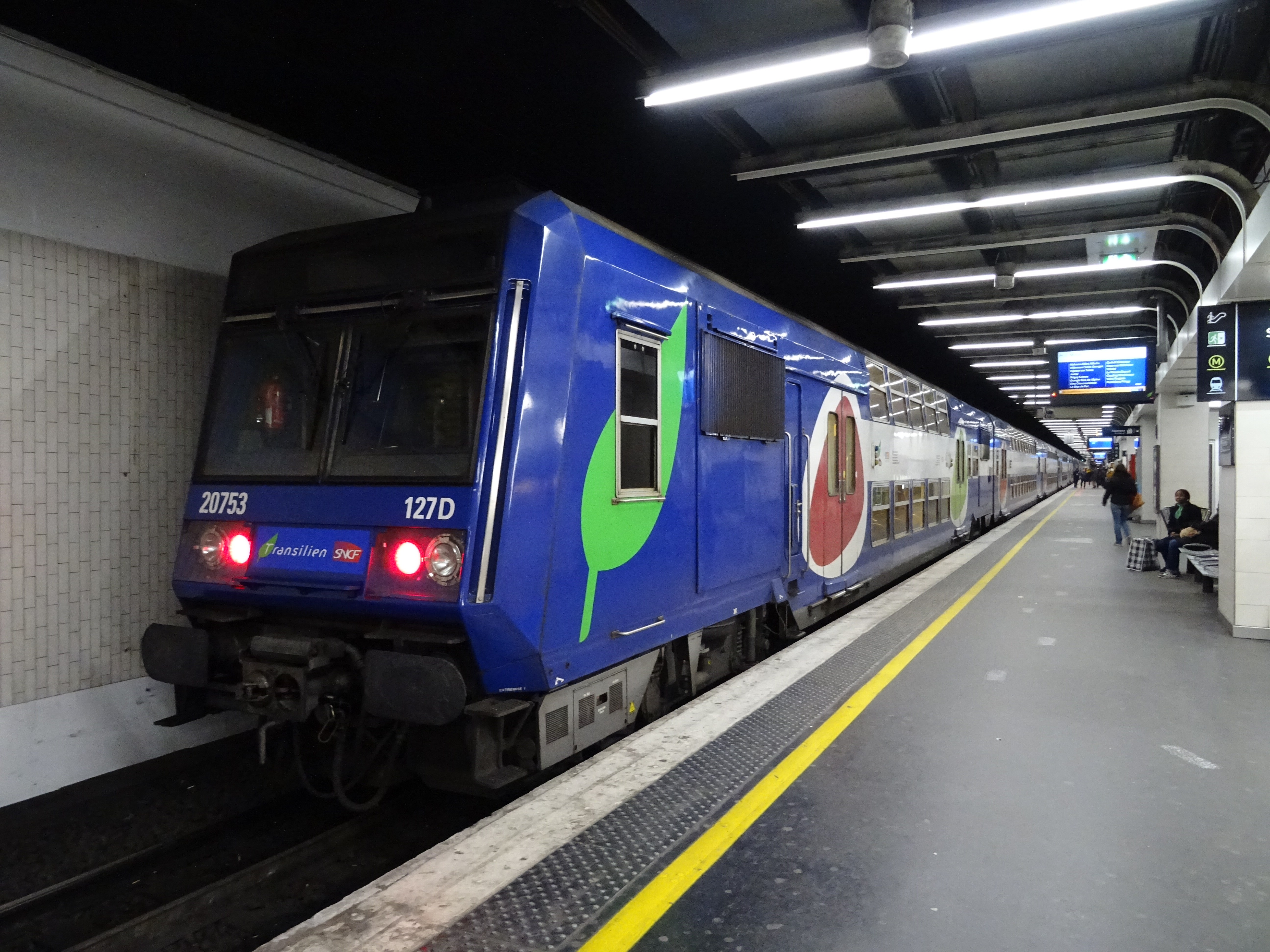
Z 20500 dans la gare souterraine, au niveau du RER D.

Gare origine de nombreux TGV parcourant la ligne à grande vitesse Sud-Est et ses prolongements (LGV Rhône-Alpes, LGV Méditerranée et LGV Rhin-Rhône), elle est, par le nombre de voyageurs, l'une des premières gares de la SNCF, et la première pour le trafic grandes lignes.
Son trafic TGV annuel était de 29 millions de voyageurs en 2006, 29,4 millions de voyageurs en 2007 et 30,9 millions de voyageurs en 2008. Le trafic RER annuel était de 35,3 millions de voyageurs entrants en 2013 selon la RATP et le trafic Transilien de 109 950 voyageurs par jour la même année.
En 2018, selon les estimations de la SNCF (grandes lignes et RER D), la fréquentation annuelle est de 109 939 569 voyageurs.
En 2018 également, selon les estimations de la RATP (RER A), la fréquentation annuelle est de 38 223 812 voyageurs.

### Historique des liaisons
- Le 1er août 1849, mise en service de la ligne entre Montereau et Tonnerre, par le PL (Paris à Lyon).
- Le 12 août 1849, mise en service de la ligne entre Paris-Gare-de-Lyon et Melun, par le PL.
- Le 1er septembre 1849, mise en service de la ligne entre Dijon et Chalon-sur-Saône, par le PL.
- Le 1er juin 1851, mise en service de la ligne entre Tonnerre et Dijon, par le PL.
- Le 29 juin 1854, ouverture de la ligne entre Lyon (Guillotière) et Valence, par le LM (Compagnie du chemin de fer de Lyon à la Méditerranée).
- Le 10 juillet 1854, mise en service de la ligne entre Chalon-sur-Saône et Lyon-Vaise, par le PL.
- Le 16 avril 1855, ouverture de la ligne entre Valence et Avignon, par le LM.
- Le 19 juillet 1857, création du PLM par fusion du PL et du LM.
- Le 22 mai 1937, mise en service du train aérodynamique entre Paris et Marseille.
- Le 14 mai 1950, création du train rapide Le Mistral reliant Paris à Nice via Dijon, Lyon, Avignon et Marseille.
- Le 27 janvier 1952, mise en service de l'électrification en courant 1 500 V continu entre Chalon-sur-Saône et Lyon-Perrache. Les locomotives électriques 2D2 9100 remplacent les locomotives à vapeur 241 P entre Paris, Dijon et Lyon.
- Le 31 mai 1959, création du train rapide de 1re classe L'Aquilon entre Paris et Lyon-Perrache.
- Le 1er juillet 1961, création du TEE Le Cisalpin reliant Paris à Milan via Dijon, Lausanne et Brigue.
- Le 30 mai 1965, le train Le Mistral devient un Trans-Europ-Express (TEE) reliant Paris à Nice via Dijon, Lyon, Avignon et Marseille.
- Le 9 février 1969, création du TEE Le Lyonnais reliant Paris à Lyon-Perrache.
- Le 23 mai 1971, création du TEE Le Rhodanien (reprenant le nom porté précédemment par le train Genève – Marseille via Grenoble) reliant Paris à Marseille via Dijon et Lyon-Perrache.
- Le 20 mai 1977, dernière circulation du Direct-Orient-Express Paris – Istanbul / Athènes. Cette même année voit la première circulation du train rapide Jean-Jacques Rousseau reliant Paris à Genève-Cornavin[29].
- Le 26 septembre 1981, dernier jour de circulation des TEE Le Mistral, Le Lyonnais et Le Rhodanien, remplacés par des TGV.
- Le 27 septembre 1981, première circulation commerciale des TGV entre Paris et Lyon-Perrache.
- Le 21 janvier 1984, dernier jour de circulation du TEE Le Cisalpin reliant Paris à Milan via Dijon, Lausanne et Brigue.
- Le 22 janvier 1984, mise en service du premier TGV commercial reliant Paris à Lausanne via Dijon, qui remplace le train rapide baptisé Jean-Jacques Rousseau[29].
- Le 4 mars 1985, mise en service du premier TGV commercial Paris – Grenoble.
- Le 20 septembre 1996, mise en service des TGV Paris – Lyon – Chambéry – Turin – Milan.
- Le 14 décembre 2008, mise en service de l'horaire cadencé entre Dijon, Laroche - Migennes et Paris, avec report d'une partie de ce trafic sur la gare de Paris-Bercy dans laquelle les trains Paris – Nevers sont, eux, totalement reportés.
- Le 11 décembre 2011, première circulation commerciale des TGV entre Paris et Mulhouse via Dijon et les nouvelles gares de Besançon Franche-Comté TGV et Belfort - Montbéliard TGV. Mise en service du premier train de la compagnie privée Thello entre Paris et Venise, mais il est supprimé en 2020 en raison des conséquences sanitaires (voire économiques) de la pandémie de Covid-19[30]. Également le 11 décembre 2011, tous les trains Paris – Clermont-Ferrand sont définitivement reportés en gare de Paris-Bercy.
- Le 9 décembre 2012, mise en service de la liaison par train Thello Paris – Dijon – Bologne – Florence – Rome, supprimée un an après.
- Le 15 décembre 2013, mise en service de la liaison par TGV directs entre Paris et Barcelone-Sants. La ligne classique est utilisée entre Nîmes et Perpignan. À partir de 2017, un prolongement de la ligne à grande vitesse, désigné sous le nom de « contournement ferroviaire de Nîmes et de Montpellier », est mis en service jusqu'au sud de Montpellier.
- Le 18 décembre 2021, une liaison Frecciarossa entre Paris et Milan via Lyon est lancée par Trenitalia France, dans le cadre de l'ouverture à la concurrence des lignes à grande vitesse[31],[32].

### Grandes lignes et lignes de banlieue

Les différentes zones desservies en fonction de la gare parisienne d'origine (en 2014) ; celle de la gare de Lyon est en mauve (exclusivement), en rose (avec la gare de l'Est) ou saumon (avec Austerlitz).

#### Présentation
La gare est exploitée par SNCF Gares & Connexions, branche de la SNCF dont fait partie l'« Établissement Exploitation Voyageurs de Paris-Gare-de-Lyon », au sein de la région SNCF de « Paris Sud-Est »[Passage à actualiser], cet établissement gérant également la gare de Paris-Bercy-Bourgogne-Pays d'Auvergne.
Les voies de la gare de surface sont divisées en deux zones. Les douze voies A à N (plus de B, ni de F) étaient symbolisées par la couleur bleu et les dix voies 5 à 23 (nombres impairs uniquement) étaient représentées par la couleur jaune jusqu'en décembre 2011. Depuis cette date, la plateforme bleue devient le « hall 1 » et la plateforme jaune devient le « hall 2 ». Ces deux parties de la gare ne sont pas alignées ; le voyageur au départ peut dès son arrivée à la gare connaître le groupe de voies duquel son train partira et ainsi éviter les grands mouvements de foule. Le « hall 3 », ancienne salle Méditerranée, qui relie la gare grandes lignes à la gare souterraine, est situé en dessous de façon perpendiculaire aux voies du « hall 1 » (anciennement « voies bleues ») et donne accès au début des voies du « hall 2 » (anciennement « voies jaunes »).
Depuis décembre 2011, la gare est équipée d'une nouvelle signalétique, également déployée dans les nouvelles gares de la ligne à grande vitesse Rhin-Rhône.

#### Destinations desservies
Les dessertes assurées au départ de la gare de Lyon concernent :
- les TGV à destination du Sud-Est de la France (dont les services assurés par Ouigo) et des régions intermédiaires, ainsi que de trois pays voisins (Suisse, Italie, Espagne) :
  - Bourgogne-Franche-Comté, dont Montbard, Dijon-Ville, Le Creusot TGV, Mâcon-Loché-TGV, Besançon (Besançon Franche-Comté TGV et Besançon-Viotte) et Belfort - Montbéliard TGV,
  - Auvergne-Rhône-Alpes, dont Lyon (Lyon-Part-Dieu et Lyon-Perrache, gares également desservies par le Frecciarossa, ou Lyon-Saint-Exupéry TGV), Grenoble, mais aussi Saint-Étienne-Châteaucreux, Valence (Valence TGV ou plus rarement Valence-Ville), Annecy, Évian-les-Bains, Chambéry - Challes-les-Eaux, Bourg-Saint-Maurice, Saint-Gervais-les-Bains-Le Fayet et Modane,
  - Grand Est, avec Mulhouse-Ville,
  - Provence-Alpes-Côte d'Azur, dont Avignon (Avignon TGV ou plus rarement Avignon-Centre), Aix-en-Provence TGV, Marseille-Saint-Charles, Toulon, Hyères, Les Arcs - Draguignan, Saint-Raphaël-Valescure, Cannes, Antibes et Nice-Ville,
  - Occitanie, dont Nîmes (Nîmes-Centre ou Nîmes-Pont-du-Gard) et Montpellier (Montpellier-Saint-Roch ou Montpellier-Sud-de-France), mais aussi Sète, Agde, Béziers, Narbonne et Perpignan,
  - Suisse (TGV Lyria) : Bâle CFF, Genève-Cornavin, Zurich (gare centrale) et Lausanne,
  - Italie (TGV inOui ou Frecciarossa) : Turin-Porta-Susa et Milan (Milan-Porta-Garibaldi ou Milan-Centrale),
  - Espagne : TGV inOui vers Figueras - Vilafant puis Barcelone ;
- des TER Bourgogne-Franche-Comté à destination ou en provenance de Laroche - Migennes, via Montereau ;
- la ligne R du Transilien, réseau de Paris Sud-Est, à destination de Montargis via Moret-Veneux-les-Sablons, et Montereau via Moret ou Héricy.

### RER

#### Description
La gare de Lyon est desservie par deux lignes du réseau RER (A et D), dans une gare souterraine située sous la rue de Bercy, contre la gare principale.
La gare souterraine comprend deux niveaux superposés, le RER D se trouvant au-dessus du RER A. Le RER A dessert notamment La Défense et les villes nouvelles de Marne-la-Vallée et Cergy-Pontoise. Un très large quai central est encadré des deux voies. C'est la station la plus fréquentée de la ligne. Le RER D permet d'atteindre directement la gare du Nord et dessert notamment le Stade de France au nord et les villes nouvelles d'Évry et de Sénart au sud ; la station comporte quatre voies encadrant deux quais centraux (voies 1, 2, 3 et 4, les trains étant parfois déportés sur une voie dite GL, « Grandes lignes »). Une des voies fut le site de l'accident du 27 juin 1988.

#### Service
La gare de Lyon est desservie à raison (par sens) :
- sur la ligne A du RER, de 12 trains par heure le samedi et le dimanche, 15 trains par heure aux heures creuses du lundi au vendredi, et de 24 à 30 trains par heure aux heures de pointe. En soirée, c'est 8 trains par heure ;
- sur la ligne D, de 6 à 8 trains par heure aux heures creuses, du lundi au samedi, le dimanche, 4 trains par heure. Aux heures de pointe, c'est de 12 à 16 trains par heure et en soirée, c'est de 2 à 4 trains par heure. Elle joue le rôle de terminus pour certains trains.

## Intermodalité
La gare est en correspondance avec la station de métro Gare de Lyon de la ligne 1 et de ligne 14. La station de la ligne 1 est située sous le boulevard Diderot au nord-est, à l'opposé de la ligne 14 et de la gare souterraine (RATP et SNCF) située sous la rue de Bercy au sud-ouest. Par ailleurs, la station de métro Quai de la Rapée (ligne 5), située place Mazas, au bord de la Seine, à 600 mètres environ, est accessible en sortant de la gare et en empruntant la voie publique.
On peut également accéder à pied à la gare d'Austerlitz (dix minutes de marche) en empruntant, au sud-ouest de la gare de Lyon, la rue Van-Gogh, puis le pont Charles-de-Gaulle.
La gare est desservie par les lignes 24, 29, 57, 61, 63, 72, 77, 87 et 91 du réseau de bus RATP. Enfin, la nuit, elle est desservie par les lignes N01, N02, N11, N16, N31, N32, N33, N34, N35, N130, N131, N132, N133, N134, N137 et N139 du réseau de bus Noctilien.

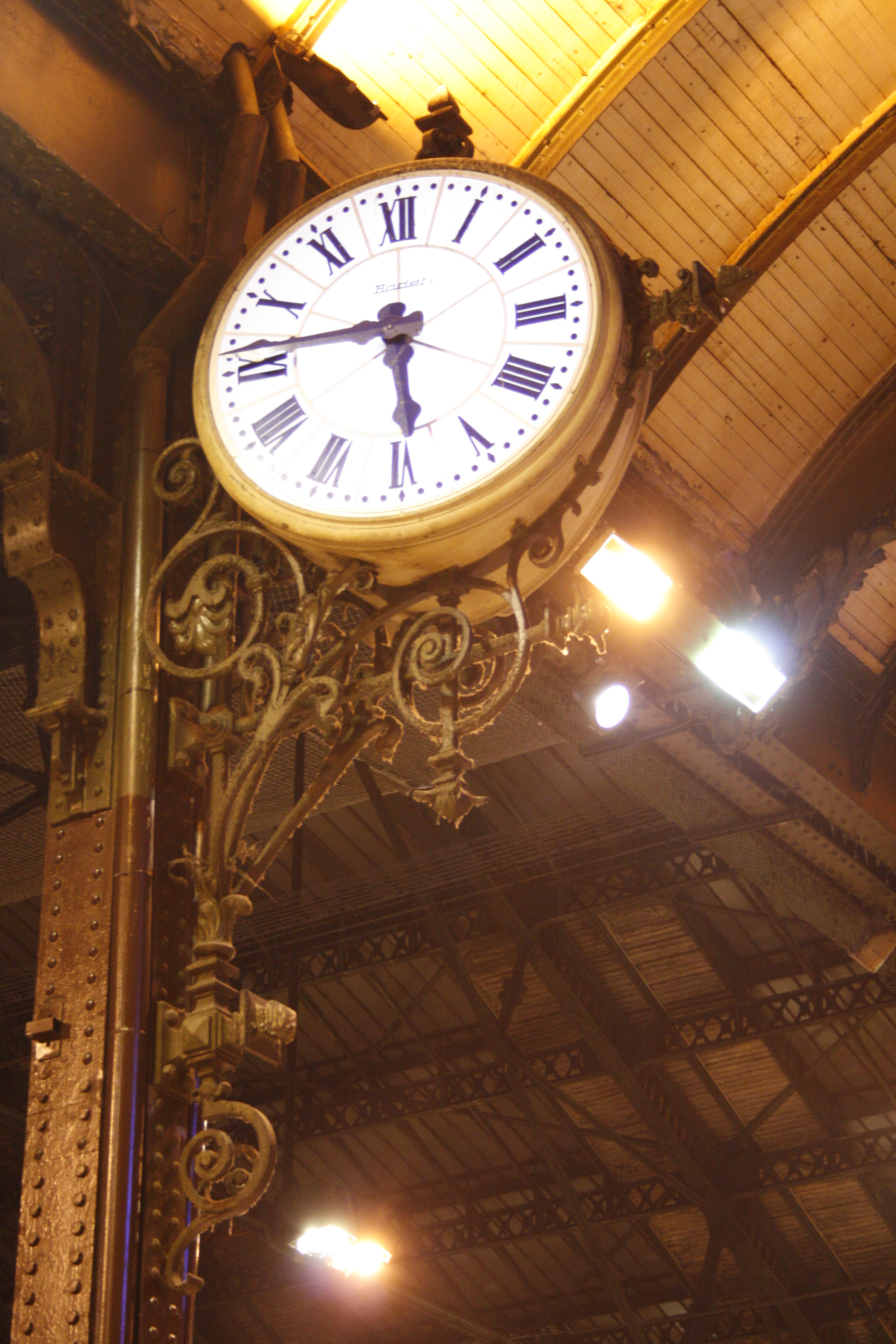
Horloge à l'intérieur de la gare.

## Au cinéma
La gare a servi de cadre pour de nombreux films, dont :
- la scène finale de La Traversée de Paris (1956), entre Gabin et Bourvil ;
- deux scènes du film L'Homme de Rio (1964) de Philippe de Broca ;
- une scène du film La Grande Vadrouille (1966) de Gérard Oury, en réalité tournée à la gare de l'Est ;
- une scène du film Voyages avec ma tante (1972) de George Cukor ;
- un repas au Train bleu entre Alexandre et Veronika, dans La Maman et la Putain (1973) de Jean Eustache ;
- la scène de la première mission de Nikita (1990) de Luc Besson, dans la grande salle du restaurant Le Train bleu[34] ;
- des scènes du film Les Vacances de Mr Bean (2007) de Steve Bendelack ;
- une scène du film La guerre est déclarée (2011) de Valérie Donzelli ;
- des scènes du film Hugo Cabret (2011) de Martin Scorsese ;
- une courte prise de vue à la 63e minute du film Mea Culpa (2014) de Fred Cavayé. Dans ce film, cette scène est censée se dérouler à la gare de Toulon ;
- de courtes scènes du film La Belle et la Belle (2018) de Sophie Fillières.
- la façade de la gare est visible dans une scène du film Classico (2022)[35].

## Jumelages
| Ville | Ville                | Pays | Pays         | Période                 |
| ----- | -------------------- | ---- | ------------ | ----------------------- |
|       | Barcelona Sants      |      | Espagne      | depuis le 20 avril 2015 |
|       | gare de Séoul        |      | Corée du Sud | depuis avril 2015       |
|       | gare de Téhéran (en) |      | Iran         | depuis le 18 avril 2016 |

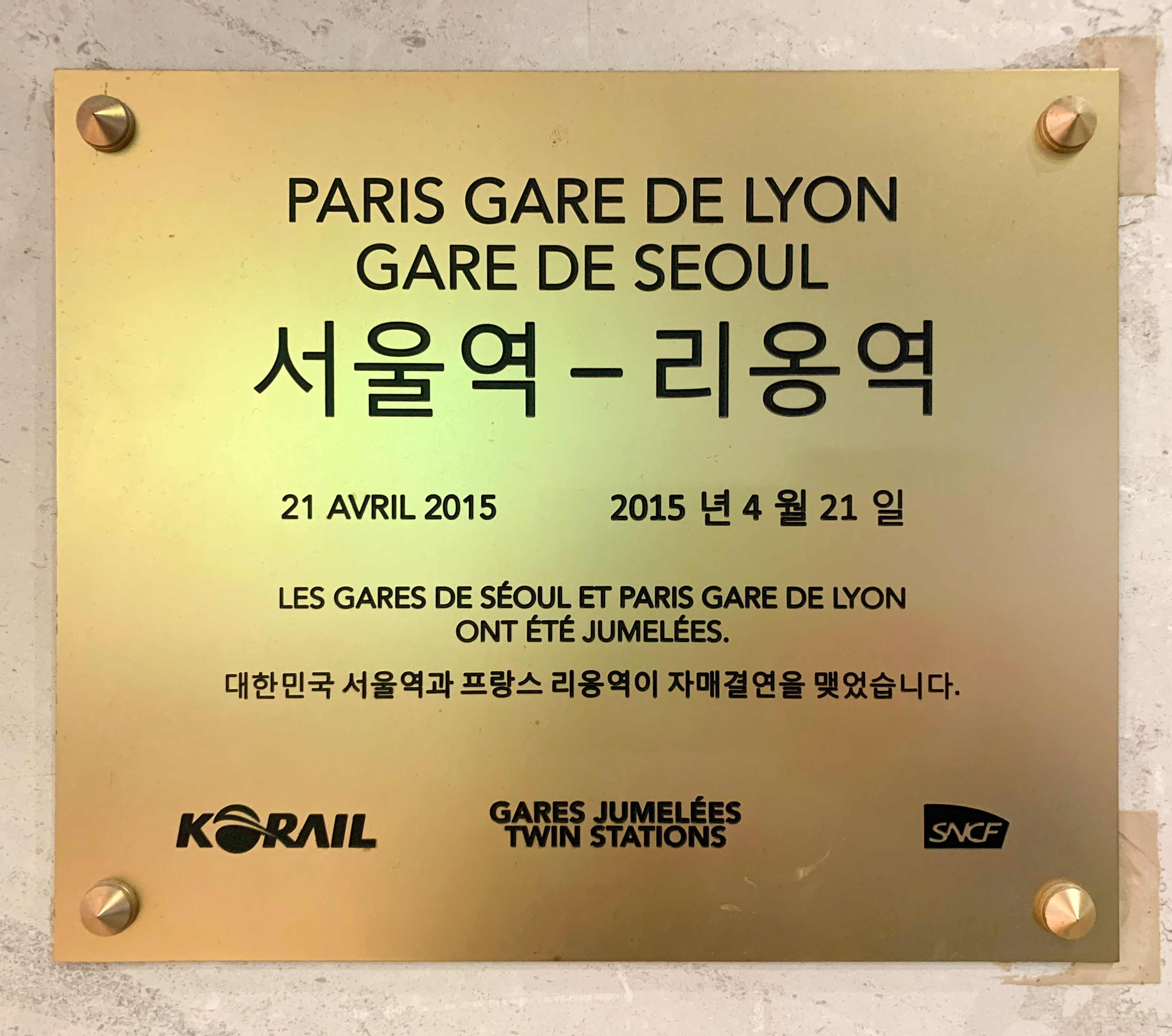
Plaque du jumelage avec la gare de Séoul.

Le 20 avril 2015, un jumelage est conclu entre Paris-Gare-de-Lyon et la gare de Barcelone-Sants. Selon la SNCF, cet accord permettrait de « réfléchir conjointement à des problématiques communes, rechercher des solutions, faire connaître le savoir-faire de chaque pays, bénéficier de l’expérience de chacun et développer les compétences culturelles des agents ». Le 21 avril 2015, Paris-Gare-de-Lyon conclut aussi un accord de jumelage avec la gare de Séoul. Une cérémonie en l'honneur de cet accord, avec inauguration de plaques, est organisée le 7 mars 2017 dans la gare de Séoul, en présence de son chef de gare, Han Byung-keun, de la cheffe de Paris-Gare-de-Lyon, Valérie Bonnard, et de responsables de Korail, de la SNCF et de l’ambassade de France en Corée du Sud. Cette coopération permet aussi d'entretenir des programmes d’échanges de personnels.

### Documentaire
- Maud Gangler et Pierre Lalanne, La ville entre en gare, 115 minutes, Capa Presse, 2012, France[41].